# Prága

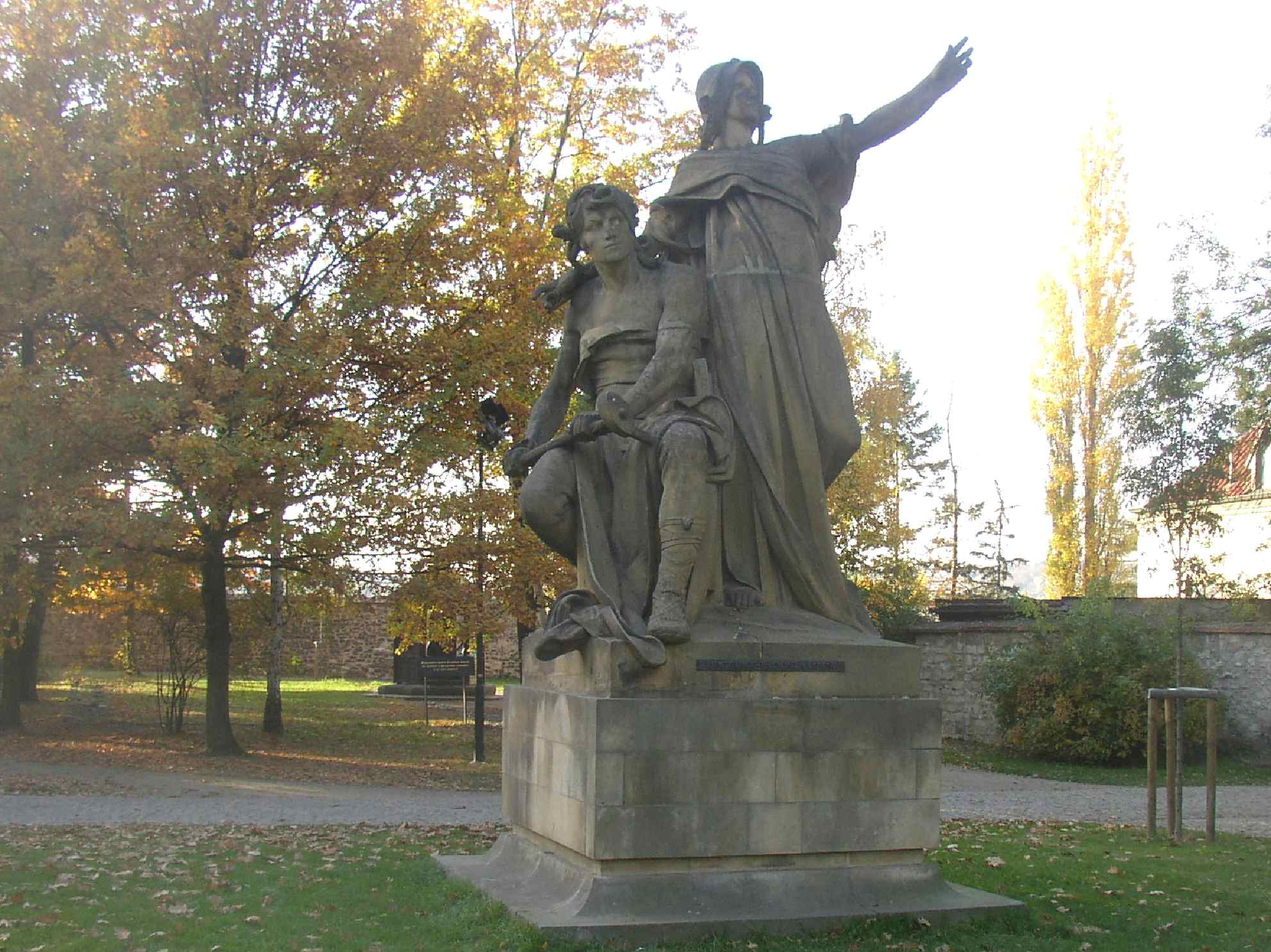
Libuše és Přemysl, Prága alapítóinak szobra

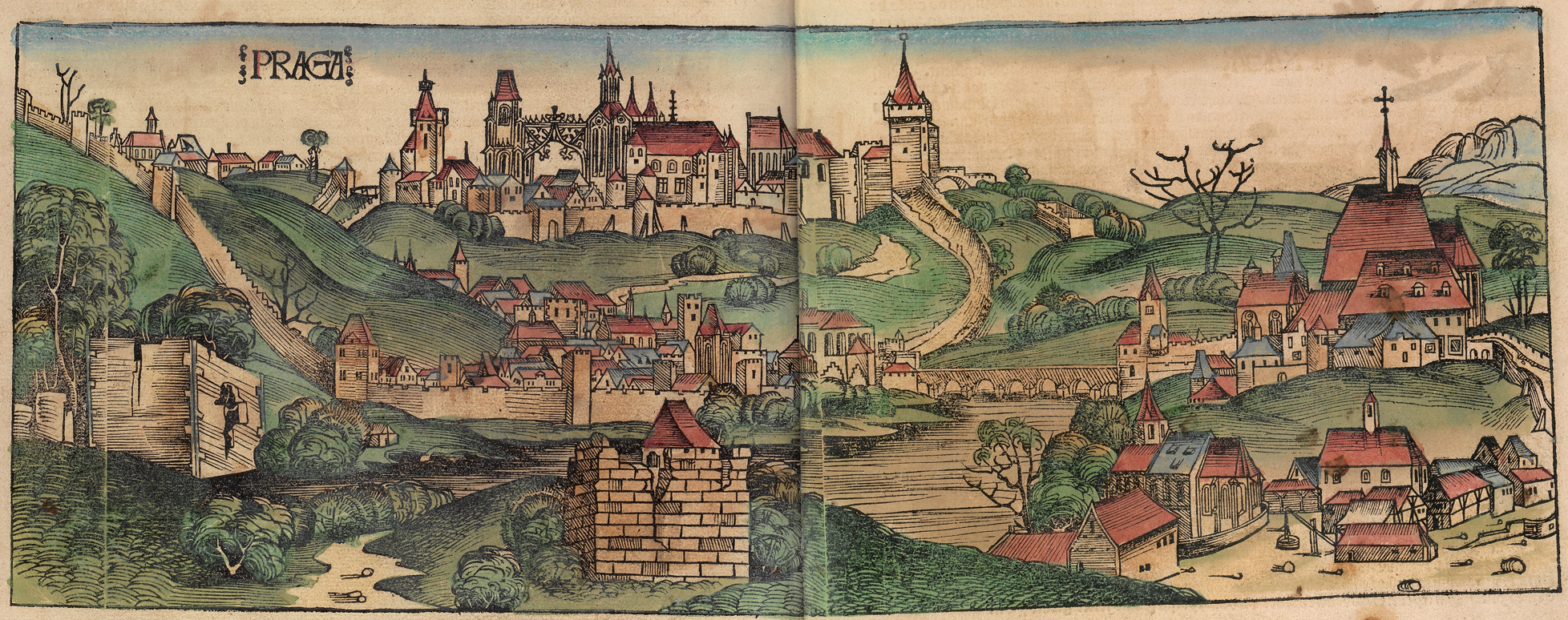
Prága látképe Schedel krónikájában, 1493

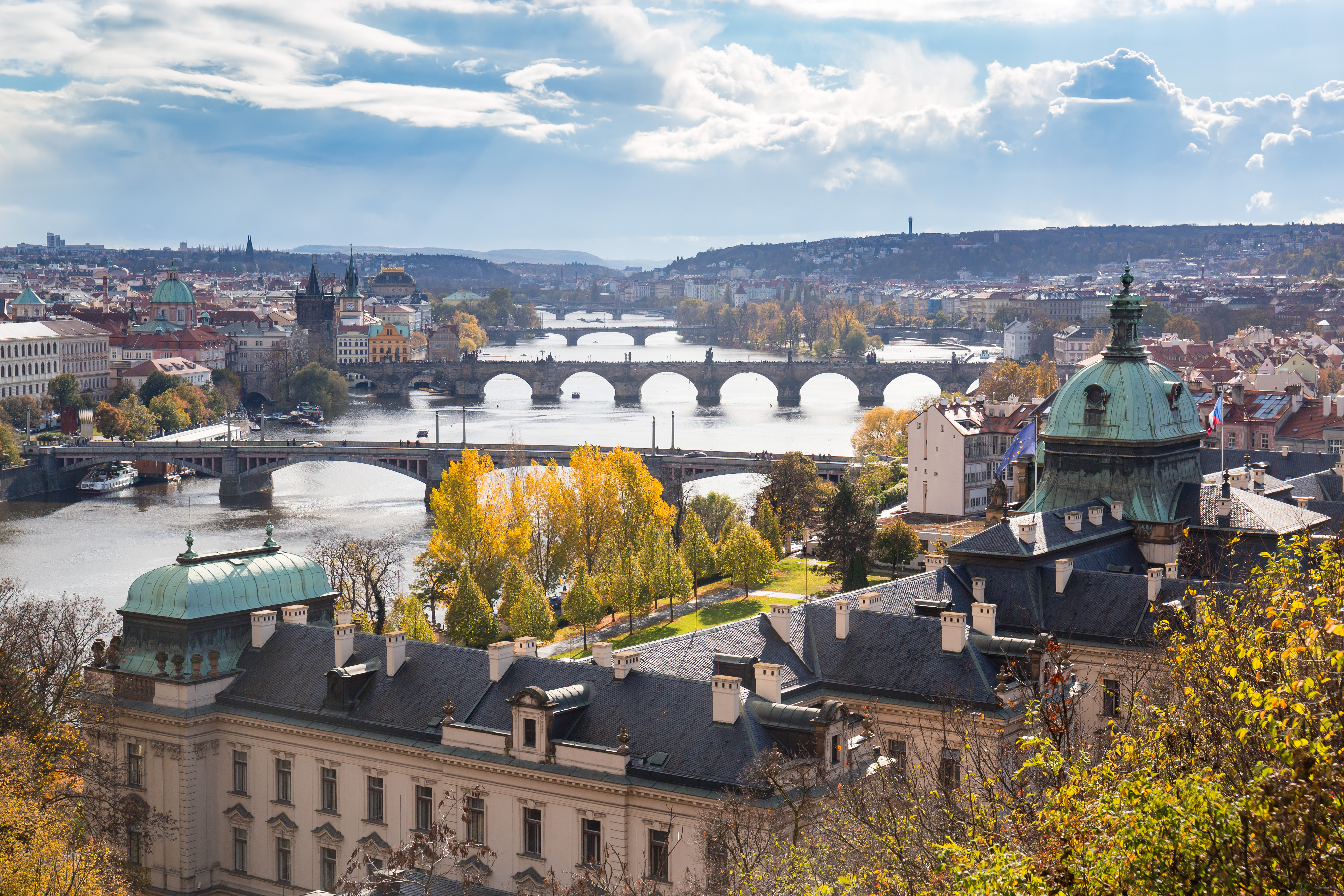
Prága hídjai

Prága (csehül Praha, [ˈpraɦa], kiejtéseⓘ németül Prag, latinul: Praga) Csehország fővárosa és egyben legnagyobb városa, az Európai Unió 14. legnagyobb városa a Moldva két partján. Mintegy 1,3 millió embernek ad otthont, agglomerációjának lakosságát 2,7 millióra becslik.
Nevét állítólag azokról a zúgókról (csehül: práh) kapta, amelyeken nagy robajjal folyt át a víz.
Éghajlata nedves kontinentális, viszonylag meleg nyárral és hideg téllel.
Közép-Európa egyik politikai, kulturális és gazdasági központja, gazdag történelemmel. A római korban alapított és a gótikus, reneszánsz és barokk korszakban virágzó Prága a Cseh Királyság fővárosa, és több német-római császár, főként IV. Károly (1346–1378) fő rezidenciája volt. Jelentős szerepet játszott a Habsburg Birodalomban és az Osztrák-Magyar Monarchiában. A város fontos szerepet játszott a cseh és a protestáns reformációkban, a harmincéves háborúban és a 20. századi történelemben, mint Csehszlovákia fővárosa a világháborúk után és a kommunista korszakban.
Számos ismert kulturális látnivalója közül sok túlélte a 20. századi Európa erőszakát és pusztítását. A fő látnivalók közé tartozik a prágai vár, a Károly-híd, az Óváros tér a csillagászati órával, a zsidó negyed maradéka, a Petřín-domb és Vyšehrad. Kiterjedt történelmi központja 1992 óta az UNESCO kulturális világörökségének része.
A városban több tucat múzeum mellett számos színház, galéria, mozi és egyéb kulturális intézmény található. Városrészeit kiterjedt, modern tömegközlekedési rendszer köti össze. Számos állami és magániskolának ad otthont, közülük a prágai Károly Egyetem Közép-Európa legrégibb egyeteme.
2017 óta a város évente több mint 8,5 millió külföldi látogatót fogadott, és ezzel London, Párizs, Róma és Isztambul után az ötödik leglátogatottabb európai város volt. 2019-ben a Prosperity & Inclusion City Seal & Award Index a világ 13. legélhetőbb városává minősítette.
Az „arany Prága” név valószínűleg I. Károly cseh király és (IV. Károly néven) német-római császár (1347–1378) idejéből származik, amikor arannyal vonták be a prágai vár tornyait. Egy másik elmélet szerint Prágát az alkimisták és az aranycsinálók tevékenységét ösztönző II. Rudolf német-római császár uralkodása alatt nevezték el „aranynak”.

## Földrajzi helyzete
Európa és egyúttal Csehország közepén, a Moldva (Vltava) két partján fekszik, körülbelül 600 km-re a Balti-tengertől, 700 km-re az Északi-tengertől és 700 km-re az Adriától. Közel van a többi közép-európai nagyvároshoz: Prágától Bécs 300 km-re, Pozsony 320 km-re, Berlin 350 km-re, Budapest 530 km-re, Varsó 630 km-re, Koppenhága 750 km-re található.
A kilenc dombra épült városban 31 km hosszan kanyarog a Moldva, amely a legszélesebb pontján 330 m széles. Ágai sok szigetet ölelnek közre.
A közép-európai időzónába (UTC+1) tartozik, ez megegyezik a magyarországival.

## Éghajlata
Éghajlata mérsékelt égövi nedves kontinentális. A négy évszak határozottan elkülönül. Az alábbi táblázatban az átlaghőmérsékletek az 1991–2020-as időszakból, a maximum és minimum hőmérsékletek pedig 1775 óta szerepelnek.
| Hónap                                               | Jan.  | Feb.  | Már.  | Ápr. | Máj. | Jún. | Júl. | Aug. | Szep. | Okt. | Nov.  | Dec.  | Év    |
| --------------------------------------------------- | ----- | ----- | ----- | ---- | ---- | ---- | ---- | ---- | ----- | ---- | ----- | ----- | ----- |
| Rekord max. hőmérséklet (°C)                        | 17,4  | 19,5  | 24,1  | 30,7 | 33,0 | 38,5 | 40,2 | 39,6 | 33,7  | 27,8 | 19,5  | 17,8  | 40,2  |
| Átlagos max. hőmérséklet (°C)                       | 2,7   | 4,7   | 9,3   | 15,4 | 20,1 | 23,5 | 25,7 | 25,7 | 20,1  | 13,9 | 7,4   | 3,5   | 14,4  |
| Átlaghőmérséklet (°C)                               | 0,2   | 1,3   | 4,9   | 10,1 | 14,7 | 18,2 | 20,1 | 19,6 | 14,7  | 9,5  | 4,6   | 1,2   | 10,0  |
| Átlagos min. hőmérséklet (°C)                       | −2,4  | −1,9  | 0,9   | 4,6  | 8,9  | 12,5 | 14,2 | 13,8 | 9,9   | 5,8  | 2,0   | −1,2  | 5,6   |
| Rekord min. hőmérséklet (°C)                        | −27,5 | −27,1 | −27,6 | −8,0 | −2,4 | −0,6 | 5,0  | 3,4  | −0,5  | −8,2 | −16,9 | −24,8 | −27,6 |
| Átl. csapadékmennyiség (mm)                         | 25    | 22    | 31    | 27   | 67   | 78   | 75   | 76   | 42    | 36   | 30    | 28    | 537   |
| Átl. páratartalom (%)                               | 82    | 77    | 72    | 64   | 65   | 66   | 65   | 67   | 74    | 80   | 85    | 84    | 73    |
| Havi napsütéses órák száma                          | 51    | 83    | 127   | 191  | 222  | 230  | 241  | 230  | 165   | 108  | 52    | 44    | 1743  |
| Forrás: NOAA és a Cseh Hidrometeorológiai Intézmény |       |       |       |      |      |      |      |      |       |      |       |       |       |

## Története
A mai Prága területén már a kőkor idejéből is találtak emberi településre utaló nyomokat, a város környékét azóta szinte folyamatosan lakják. A kelta bójok i. e. 500 körül telepedtek meg a Moldva völgyében; róluk kapta az ország a máig használatos Bohémia nevet. A mai város déli részén i. e. 200 táján állt településük maradványait találták meg. A területet i.e. 9 és 6 között a germán markomannok hódították meg, és a kelták apránként kitelepültek. A népvándorlás idején a hunok és a longobárdok átvonulása után i. sz. 500 tájt szláv népcsoportok (csehek, dudlebek, lučanok stb.) jelentek meg a térségben, de hamarosan avar, majd frank befolyás alá kerültek. A Přemysl uralkodó dinasztia i. sz. 800 körül került a cseh törzs élére. A 9. század második felében a Nagymorva Fejedelemség hódította meg a területet, majd Szvatopluk halála után (895-ben) I. Spytihněv fejedelem a német király vazallusa lett. A 10. században a Prága környékén letelepült csehek sorra legyőzték a többi szláv törzset. A róluk elnevezett országot a Přemysl-ház fejedelmei, majd királyai a mai Prága területén épített két várból, a Vyšehradból, illetve a prágai várból kormányozták.

### Kialakulása
A Cseh-medence középső részén a szláv törzsek a 6. században telepedtek meg. Falvaikat palánkokkal és földsáncokkal vették körül.
Alapításáról több legenda is kering, egyik szerint Libuše fejedelemasszony a Vyšehrad tetejéről lenézve egy várost látott, amelynek ragyogása elhomályosította a legragyogóbb csillagokat is. Prágáról az első írásos emlékeket a 9. századból találjuk. Hamarosan a Cseh Királyság központja és Európa egyik legfontosabb kereskedelmi központja lett, ahova a kontinens minden tájáról érkeztek az áruk. Ekkor telepedtek meg itt a város későbbi életében fontos szerepet játszó zsidók; róluk először Ibráhim ibn Jakúb zsidó kereskedő és utazó számol be 965-ben. A város mindemellett – vagy mindennek köszönhetően – a vallási élet központja is lett; püspökségét 973-ban alapították.
Vyšehrad szerepe fokozatosan elhalványult, helyét a szintén a 9. században, Bořivoj fejedelem által alapított vár és a mellette kialakuló Hradzsin városrész vette át.
Unokája, I. Vencel helyezte el itt a Szent Vitus tiszteletére emelt templom alapjait. Vencelt később szentté avatták, és Csehország patrónusa lett. Az eredetileg fából épült vár, nagyszabású átalakítását I. Szobeszláv kezdte meg, és századokon át folytatták. Ekkor kezdték meg a régi királyi palota és a Szent György-bazilika építését is. Az első kőhidat a Moldván II. Ulászló fejedelem (I. Ulászló király) építtette, és azt második feleségéről, Türingiai Juditról nevezték el. A hidat az 1342-es árvíz elvitte, helyén, alapjainak felhasználásával épült az egyik legismertebb prágai nevezetesség, egyben Európa egyik legrégibb hídja, a Károly híd.
A 13. századig a város szabálytalan utcahálózatú, gyéren lakott település maradt. 1257-ben II. Ottokár király megalapította a Kisoldal (csehül: Malá Straná) városrészt, amely jelentős autonómiát kapva a német anyanyelvű lakosok otthonává vált. Az új negyed az időközben fallal körülvett Óvárossal szemben, a Moldva bal partján, a város harmadik részeként jött létre. 1344-ben a Prágai egyházmegyét főegyházmegyévé alakították. A város középkori arculatának kialakítása egyetlen uralkodónak, I. Károlynak köszönhető: ő 1346-tól IV. Károly néven német-római császár is volt, így ezzel a számozással ismerjük. Korának egyik legműveltebb uralkodója trónra lépése előtt a párizsi egyetemen tanult. Prágát szellemi központtá kívánta építeni: 1348-ban itt alapította meg Közép-Európa első egyetemét. Uralkodása alatt Prága volt a Német-római Birodalom fővárosa. Népessége és területe fokozatosan nőtt. Az Óvároson túl ugyancsak 1348-ban új negyedet alapított; ez lett az Újváros (Nové Město). Fokozatosan beépült a Petřín oldala is. Károly uralma alatt Prága Európa három legnagyobb városának egyikévé vált.

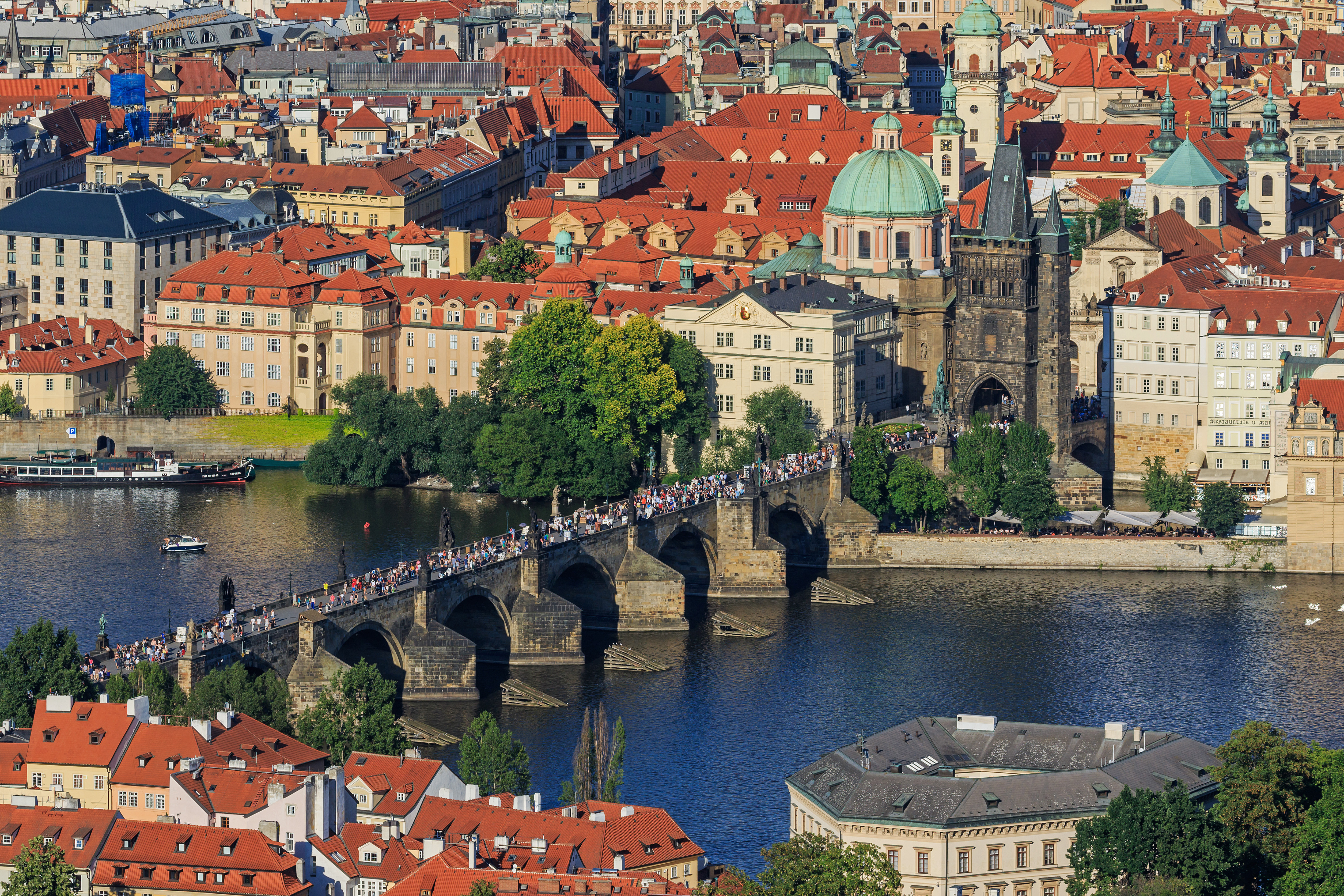
A Károly híd a Petřínről, háttérben az Óvárossal

IV. Károly császár halálának éve, 1378 egyúttal a nagy egyházszakadás éve is volt. Az ebből fakadó viták fokozták az egyház és a hívők közti feszültséget. Károly császár leánya, Anna, aki 1382-ben II. Richárd angol király felesége lett, magával hozta az országba John Wycliffe angol teológus tanait. Az új nézeteket osztotta Husz János, a prágai egyetem tanára és az újonnan alapított Betlehem-kápolna prédikátora is, aki 1402-től terjesztette igéit. Követelte, hogy az egyház térjen vissza a keresztény alaptanításokhoz és értékekhez, ossza szét vagyonát és adja vissza a Szentírás eredeti szövegének az azt megillető tiszteletet. Az egyre erősödő ellentét hatására a prédikátort az egyház kiközösítette.
Husz 1415-ben Zsigmond császár védlevelével Konstanzba indult, azt remélve, hogy az egyházi zsinat meghallgatja. A meghívás csapdának bizonyult: Huszt elfogták és július 6-án máglyán elégették. Az árulás egész Csehországban villongásokat váltott ki. 1419-ben Jan Želivský prédikátor vezetésével nemzeti felkelés tört ki, amelynek csúcsán kihajigálták a tanácsnokokat a városháza ablakán: ez volt az első prágai defenesztráció. V. Márton pápa 1420-ban keresztes háborút hirdetett az ekkor már magukat egykori vezetőjük után huszitáknak nevező eretnekek ellen. A husziták Jan Žižka vezetésével megütköztek a Luxemburgi Zsigmond vezette keresztes seregekkel, és Prágától keletre (a mai Žižkov városrészben) legyőzték őket. A győzelem után alapították meg erődvárosukat, Tábort. A háború közel húsz évig húzódott. A császár többször egyezkedni látszott, majd mindannyiszor visszakozott.
1458-ban a huszitákhoz húzó Podjebrád György került trónra, ezért 1466-ban őt is kiátkozták. 1471-ben bekövetkezett halála után dinasztikus harcok következtek, végül 1526-ban, II. Lajos halála után I. Ferdinándot, a német császár fivérét választották trónra: ezzel kezdődött a 400 éves Habsburg-uralom.

### A város a Habsburg-uralom alatt

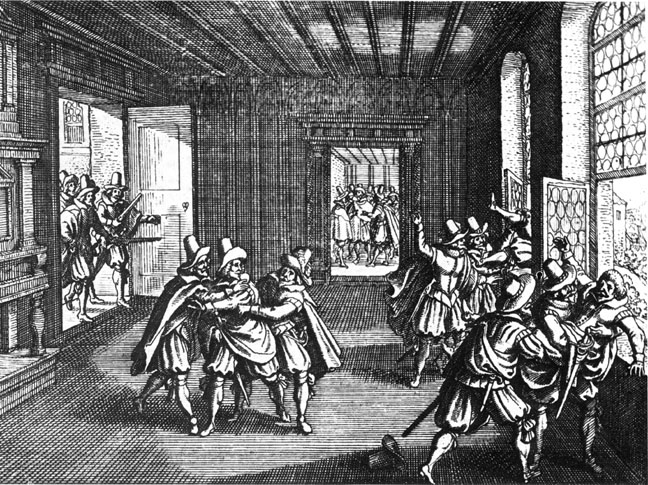
A második defenesztráció

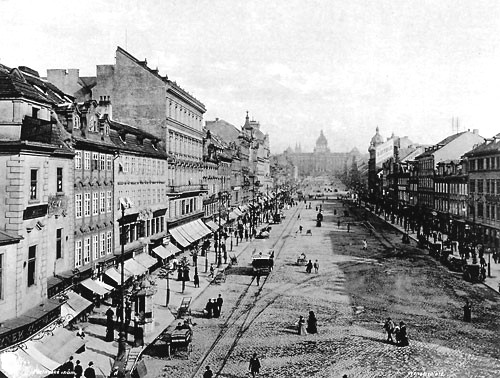
A Vencel tér a 19. század végén, az akkor épült Nemzeti Múzeummal a háttérben

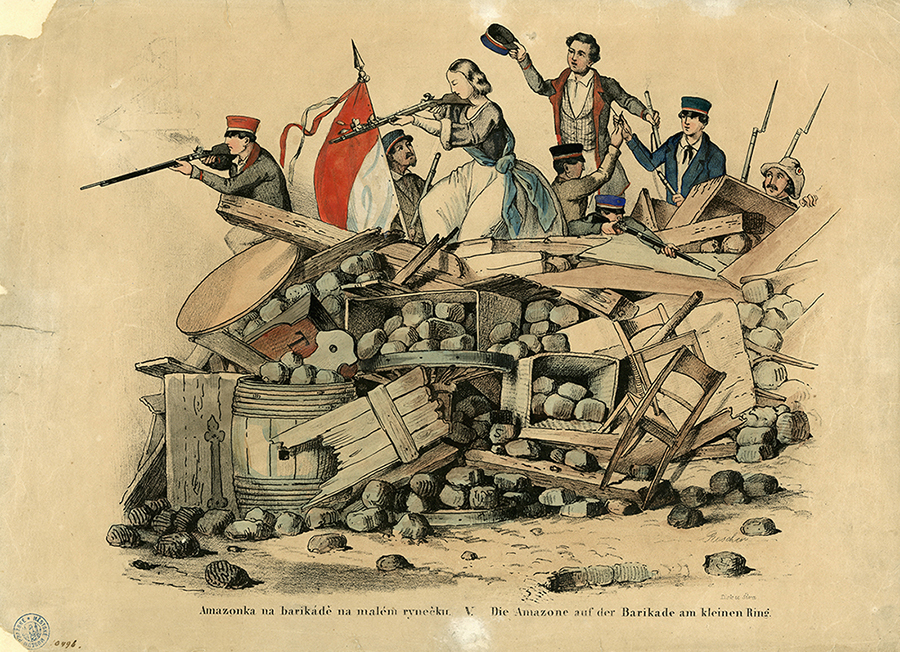
A Kis téren épült barikád a pünkösdi felkelés idején

A Habsburg-uralom első évszázadában Prága ismét visszanyerte régi fényét: II. Rudolf és II. Mátyás is itt rendezte be székhelyét. A művészeteket pártoló uralkodóknak köszönhetően virágzott a tudomány és művészet: itt dolgozott Tycho Brahe, Kepler és a festő Arcimboldo is. A város a kor legdivatosabb építészeinek tervei alapján fejlődött, és a jezsuitáknak köszönhetően (őket még I. Ferdinánd hívta be) pezsgett a vallási élet is.
A jezsuiták központja az általuk alapított Klementinum volt; innen terjesztették az ellenreformáció tanait, egyre inkább fokozva a vallási ellentéteket a Habsburg Birodalomban. 1618 májusában az uralkodó két katolikus helytartójának viselkedése annyira felháborította a cseh protestáns főurakat, hogy a Hradzsinban felkelés tört ki; a helytartókat és titkáraikat kihajították a vár ablakán. E tett (a második defenesztráció) váltotta ki a harmincéves háborút, amelyben Csehország és Prága is súlyos veszteségeket szenvedett. 1620. november 8-án az uralkodó katolikus seregei döntő győzelmet arattak a fehérhegyi csatában (Břevnov városrész) a cseh rendek csapatai fölött – a csatából elkésett a megválasztott király Pfalzi Frigyes és a könnyűlovasaival ugyancsak a csehek segítségére igyekvő Bethlen Gábor is. A győztesek a felkelés vezetői közül 27 nemesembert az Óvárosi téren lefejeztek. A várost ezután többször is idegen csapatok szállták meg: 1631-ben a szászok, 1648-ban a svédek.
1648-ra, a háború végére a Habsburgok elsöprő győzelmet arattak, Csehországot királyságból örökös tartománnyá alakították. Az udvar visszaköltözött Bécsbe, a protestáns cseh urak vagyonát elkobozták, megkezdődött az erőszakos németesítés, a cseh kultúra elfojtása. Prága lakossága a háború előtti 60 000-ről 20 000-re esett vissza. Győzött az ellenreformáció. A folyamatosan terjeszkedő jezsuiták 1625-ben megszerezték a Kisoldali-téren álló Szent Miklós-templomot is, és a helyén a 18. században felépítették a környéket ma is uraló barokk bazilikát. 1773-ig, rendjük feloszlatásáig a jezsuiták voltak a prágai vallási élet meghatározó szereplői.
A Habsburg-elnyomás bénította a cseh nép nemzeti törekvéseit. Az 1680-s években egyre többet építkezett a király és a katolikus nemesség. Prágát a Habsburgok teljesen átalakították, afféle barokk ékkővé tették. A prágai építészet fénykora az 1680-as évektől kb. 1720-ig terjedő időszak lett.
Nagy fellendülést hozott a prágai építészek és munkatársaik számára az 1689-es nagy tűzvész, amelyben gyakorlatilag leégett a prágai zsidóváros, valamint az Ó- és Újváros északi része. A helyreállításhoz és az új épületek építéséhez az itáliai és német mesterek nyomdokain haladó hazai művészek is hozzájárultak. Ekkor épült a kisoldali paloták többsége, ekkor állították helyre a Hradzsint és a Loretát. Új templomokat építettek, parkokat alakítottak ki, barokk szobrokat állítottak a Károly hídra.
Tovább élénkítette a keresletet a Klementinum építésének 1709-ben kezdett érett (késő) barokk szakasza. A nagy építészeti hullám a 17. század végén érte el csúcsát, és még a 18. század első két évtizedében is kitartott.
Az osztrák örökösödési háborút a város megszenvedte. Az első sziléziai háború közepén, 1741. november 23-án Prága alatt egyesült a három irányból Csehország elfoglalására érkező, 54 000 fős bajor–francia–szász haderő. A védők megsegítésére Kolowrat tábornok vezetése alatt indított csapatok sem érkeztek meg időben. A támadók november 25. és 26-a közötti éjjel megrohanták és csekély veszteséggel elfoglalták Prágát. 1742-ben az osztrákok békét kötöttek a poroszokkal és a szászokkal. A Csehországban maradt bajor–francia hadakat mindenfelé kiszorították állásaikból, és azok Prágába vonultak vissza. Ekkor, az erődrendszer erősítésére építették a franciák Vyšehrad kazamatáit. Ezek használatára végül nem került sor, mert az erősen fogyatkozó ellátmányú franciák az 1742. december 16. és 17. közti éjszakán nagy veszteségekkel nyugatnak kitörtek, és Egerben próbáltak berendezkedni. A Prágában maradt védők december 26-án megadták magukat.
A második sziléziai háború elején 80 000 fős porosz sereg tört Csehországra. A poroszok a Moldván felszállított nehéz ostromágyúkkal, lőni kezdték a várost. Harsch tábornoknak nem sikerült megszerveznie a védelmet. Kéthetes ostrom után 1744. szeptember 16-án Prága megadta magát, de a poroszok utánpótlási gondjaik miatt november 21-én kénytelenek voltak kiüríteni a várost.
A 18. század közepétől a 19. század első negyedéig jelentősen átalakult az építőipar, és új típusú épületek: laktanyák, színházak, erődök jelentek meg. Az időszak kezdetén az építőmesterek bizonyos mértékig még építészek voltak. A két szakma egyértelmű megkülönböztetését a 19. század elejére datálhatjuk. Az építészek azok lettek, akik a térbeli és művészi koncepcióra helyezték a hangsúlyt, míg az építőmesterek inkább az anyagfajtákkal, a szerkezetekkel vagy a belső berendezéssel foglalkoztak. Az építőipari céhek hanyatlásnak indultak. Az épületek (körülbelül 1757-től) a monumentalitástól és integritástól a dekorativitás felé vonultak vissza. A tisztább íz, a báj és a kényelem lett a fő szempont – a barokkot részben felváltotta a rokokó.
A fejlődés a gazdasági életre is kihatott: spanyol, olasz kereskedők költöztek a városba, finanszírozva az építkezéseket, magukkal vonva a város népességének növekedését – a népesség 1771-re elérte a 80 000-et. A városban a gazdaságon túl a művészet is virágzott: játszott itt Haydn és Beethoven. Mozart többször is visszatért Prágába, itt alkotva meg több operáját.
Ezzel többé-kevésbé párhuzamosan tört előre a század utolsó harmadában a klasszicizmus, amelynek térhódítását adminisztratív intézkedések is befolyásolták:
A prágai vár rekonstrukciójának tervét 1753-ban, Nicolo Pacassi udvari építész készítette el. Prágában ezek voltak az első, a (bécsi) klasszicizmus jegyeit mutató épületek. Lényegesen hatottak Johann Ignaz Palliardi korai stílusára, mivel Palliardi Pacassi tanítványa volt.
- A szakrális építészetre jelentősen hatott az 1783-ban kiadott liturgikus rend, amely a „régi templom” egyszerűségére rámutatva jutott arra a következtetésre, hogy a szakrális építészet számára az egyszerűség kívánatos.
- 1784-ben a császár a jozefinista reformok részeként megtiltotta a városi temetkezést, ami új temetők és temetőtemplomok létesítéséhez vezetett. Sok kolostort megszüntettek, viszont a plébániahálózat új templomokkal és plébániákkal gyarapodott.

A szakrális építészet azonban tovább őrizte a barokk érzékenységet, mint a világi épületek. A barokk szemlélet sokáig megmaradt, mivel nagyon népszerű volt. Ezért beszélhetünk átmeneti stílusról, amelyben a barokk és a klasszicizmus összefonódik úgy, hogy a klasszicizmus felé mutat a homlokzatok lecsillapítása, ellaposodása. A két stílus gyakran ugyanazokat az építészeti megoldásokat használta, például párkányokat, oszlopokat és magas pilasztersort.
Ebben az időszakban Prágában zömmel a korábbiaknál kevésbé képzett építészek dolgoztak – olyanok, akik a hagyománytól eltérően nem utaztak külföldre (zömmel Bécsbe vagy Itáliába), hogy az ottani mesterektől tanulják el fogásaikat – ez alól kivételnek tekinthetjük a Palliar(d)ikat. Az olasz építészek és általában a művészek befolyása Prágában jelentősen csökkent.
1805 után az „építész” címet azok kaphatták meg, akik a Bécsi Akadémián vagy a Prágai Politechnikumban tanulták ki a szakmát. Ezért a Palliar(d)ikat építőmesterekként említjük, bát több épületet maguk is terveztek. Az egykori olasz bevándorlók erre az időszakra – amint ezt a keresztnevek írásmódjának változásai is jelzi – integrálódtak a Kisoldal közösségébe, azaz elnémetesedtek. Eközben megmaradtak a vlach közösség intézményei (például a kórház).
A klasszicista stílus a 18. század vége felé vált uralkodóvá. A barokk motívumok látványelemek visszaszorultak. A klasszicizmus csúcsszakaszának képviselői Johann Ignaz Palliardi (1737–1821), Josef Zobel (1746–1814), Karel Schmidt (1738–1820), Filip Heger (1734–1804) és fia, Franz (František) Anton Heger (1766–1831) – a két Heger jól együttműködött Palliardival. Ekkor tűnt fel Georg Fischer (Jiří Fischer, 1768–1828), aki később a Politechnikum professzora lett. Fischer, akinek munkásságában érezhető az angol romantikus gótika hatása, jelentősen befolyásolta a századelő prágai építészetét.
1784-ben II. József a négy, addig önálló városrészt (Óváros, Újváros, Kisoldal, Hradzsin) egy egységgé tette. 1850-ben hozzácsatolták a szomszédos Zsidóvárost (azóta Josefov), és ezzel létrejött a mai Prága magja. Az ipari forradalom Prágára is erősen hatott, a környék szénbányáira alapozva sorra építették a vasgyárakat. Karlín, Prága 1817-ben alapított ipari elővárosában húsz évvel később már 100 ezren laktak. Az első vasútvonal 1842-ben épült.
A 18–19. század fordulóján az általános elnémetesedésre nyílt elégedetlenséggel válaszoltak a csehek. A városban ekkor csak minden harmadik ember volt cseh, a meghatározó pozíciókban németek ültek, az utcák német neveket viseltek.
1848-ban a prágai forradalom kétszakaszos volt. Az első, sikeresnek tűnő szakaszban 1848. március 11-én a Vencel-fürdő melletti épületben gyűltek össze a prágai polgárok, és bizottságot alakította forradalmi követeléseik megszövegezésére. A március 11-i petícióban a cseh nyelv teljes egyenjogúságát követelték az iskolákban, a hivatalokban és a közigazgatásban egyaránt. A március 23-i újabb feliratban Cseh-Morvaország és Szilézia egyesítését követelték: azt, hogy a történelmi Csehország legyen önálló közigazgatási egység Prága központtal. A kormány április 8-án kelt válasza elutasította az adminisztratív átszervezést, viszont egyenjogúsította a cseh nyelvet, és ezzel felháborította a csehországi németeket. Felszabadították a csehországi jobbágyokat.
Az ezt követő időszakban Alfred Windisch-Grätz herceg Prága főparancsnokaként katonai erődemonstrációkkal is igyekezett megelőzni az esetleges forradalmi megmozdulásokat. Ennek ellenére május 31-én elkezdődött a forradalom második, radikális szakasza. Erre a napra hívták össze a prágai szláv kongresszust, amely június 2-án kezdett ülésezni soraiban egyebek közt a szélsőségesen magyarellenes szlovák nacionalista Pavel Jozef Šafárikkal és az anarchista világforradalmár Mihail Alekszandrovics Bakunyinnal – utóbbi élesen szembefordult a kompromisszumokra törekvő František Palackýval.
A cseh radikális demokraták és a diákok 1848. június 12-én felvonulást szerveztek. Összecsaptak a kivezényelt katonákkal, és ekkor egy feltehetően a hercegnek szánt golyó megölte Windischgrätz feleségét. Ezzel robbant ki a pünkösdi felkelés (květnová revoluce). A felkelők számos barikádot emeltek Prága utcáin, és bevették magukat az azidőtájt Károly Ferdinánd Egyetemnek hívott Károly Egyetem épületeibe. A város fölötti uralmat azonban nem tudták átvenni, mert mozgalmukat a lakosság német többsége nem támogatta. Windischgrätz herceg el akarta kerülni az utcai harcokat, ezért a Moldva túlpartjáról kezdte lövetni tüzérségével az Óvárost. Közben megmozdult a cseh vidék is, de az ott szervezett milíciák nem értek föl időben Prágába, ahol a felkelők június 17-én letették a fegyvert..
A század második felében lebontották a Prágát körülölelő falat, ami után a város gyorsan terjeszkedni és iparosodni kezdett (Idegenvezető, 14. o.).
1881-ben megnyílt a Prágai Nemzeti Színház, 1893-ban pedig a Nemzeti Múzeum.

### Prága a 20. században
1914-ben Csehország az Osztrák–Magyar Monarchia részeként lépett be a világháborúba. 1915-ben egy emigráns filozófus, Tomáš Masaryk felszólította a cseheket és szlovákokat, hogy ne harcoljanak tovább a monarchia oldalán: nem sokkal később már Csehszlovák Légió küzdött az Antant mellett. 1918. október 28-án megalakult a Csehszlovák Köztársaság, melynek fővárosa az 1922-ben a környező települések hozzácsatolásával már 850 000 lakosú Prága lett.
Prágát, az ekkor még soknemzetiségű várost 1938-ban a németek szállták meg, és ettől kezdve a város történetében fontos szerepet játszó zsidóságot folyamatosan kitelepítették. A második világháború végére a prágai gettó lakosainak 90 %-a halt meg megsemmisítő táborokban. A prágaiak 1945. május 5-én a cseh rádió felkelésre szólított fel. 12:30 körül a városháza körül harcok kezdődtek. Hamarosan német tankok hatoltak be az Óváros térre, és lőni kezdték a városházát; a lövöldözés másnapig tartott. Május 7-én és 8-án Prágába vezényelték az addig a várostól délre fekvő katonai gyakorlóterületen szerveződő SS-páncélosegységeket. Ezenkívül északkelet felől más német egységek is betörtek Prágába, és megöltek sok ellenállót (egyedül a Masaryk pályaudvaron több mint 50 embert). Május 7-én gyulladt ki először a városháza a belövésektől, de a felkelőknek ekkor még sikerült eloltaniuk a tüzet. 1945. május 8-án délután az ellenállóknak el kellett hagyniuk az épületet, mert a német tüzérek ismét felgyújtották. Még ezen a napon, 16 órakor a prágai Bartolomějská utcában a németek aláírták a kapitulációs nyilatkozatot, de a városházáért vívott csata csak 17 óra körül, körülbelül egy órával a fegyverszünet hivatalos kihirdetése után fejeződött be. A régi városháza neogótikus szárnyában a tüzet másnap sikerült megfékezni. Május 9-én a Vörös Hadsereg bevonult a városba, ezzel Prága lett az utolsóként felszabadított európai főváros. A város csodával határos módon szinte sértetlenül vészelte át a háborút (a legnagyobb károkat az óvárosi városháza szenvedte – elsősorban azért, mert a volt orosz hadifoglyokból Vlaszov által szervezett ROA (Orosz Felszabadító Hadsereg) szembefordult a németekkel, és szétverte a város körüli német csapatokat. Vlaszovot és vezérkarát 1946. augusztus 1-én Moszkvában kivégezték.
A háború után a pár évtizeddel korábban még többségben levő németeket Németországba telepítették, a város fokozatosan egynemzetiségűvé vált. Az 1948-as választás után a többi kelet-közép-európai országhoz hasonlóan Csehszlovákiában is egypártrendszert alakítottak ki. Az új rendszer ellen tiltakozott az egykori elnök Beneš, és Jan Masaryk külügyminiszter (Tomáš Garrigue Masaryk fia) is; őt nem sokkal később holtan találták a Černín-palota udvarán (feltehetően kilökték az ablakon). Fokozatosan kialakult a Sztálinhoz hű totalitárius rendszer, amelyben a szovjet vezetőt a Letnán épített, 15 méter magas szoborral tisztelték meg. Az emlékművet csak 1962-ben bontották el.

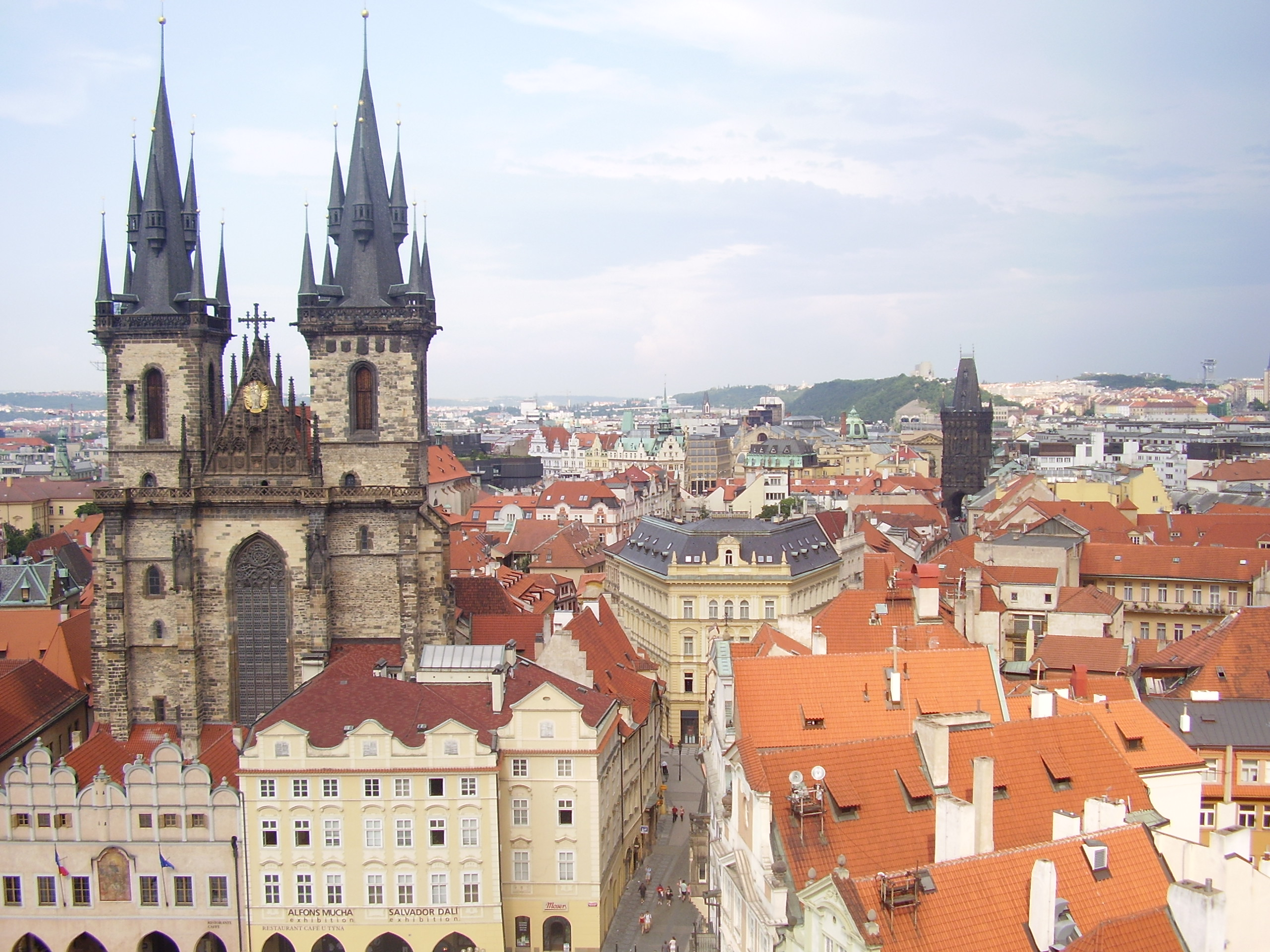
Týn előtti Szűz Mária-templom

1968 januárjában leváltották Antonin Novotný pártelnököt, helyére Alexander Dubček került, aki elsőként vezette be az emberarcú szocializmus fogalmát. A Prágai tavasznak nevezett viszonylagos szabadságot, a cenzúra eltörlését ígérő mozgalmat Moszkvából nem nézték jó szemmel, és 1968 augusztusában a Varsói Szerződés országai (köztük Magyarország) csapatai szovjet parancsra megszállták Csehszlovákiát.
Az ezután bekövetkező konszolidációs politikát többen ellenezték. 1969. január 16-án Jan Palach húszéves, filozófia szakos hallgató tiltakozása jeléül felgyújtotta magát a Vencel téren, példáját hat héttel később Jan Zajíc követte. Véleményének megfogalmazására más módszert választott egy értelmiségi csoport: Václav Havel vezetésével 1977-ben megalapították a Charta ’77 mozgalmat, mely bírálta a kormány tevékenységét, és a Helsinki záróokmányban megfogalmazott emberi jogokhoz való viszonyát.
1989-ben a keleti blokk rendszerváltásai Prágát is elérték. A bársonyos forradalomnak nevezett átalakulás előestéjén, november 17-én 15 000 ember gyülekezett a Vyšehradon, megemlékezve a náci megszállás évfordulójáról. A terv szerint a tömeg a Vencel térre tartott, de a Narodní sugárútnál a rohamrendőrség elállta az utat, majd a két tábor között verekedés tört ki, egy Martin Šmid nevű diák meghalt, sokan megsérültek. Csakhamar megalakult a Václav Havel vezette Polgári Fórum, az egyre erősödő nyomás következtében az állampárt vezetői lemondtak.
A rendszerváltás után a város történelmi emlékei, régi negyedei az intenzív rekonstrukciós programnak köszönhetően megújultak, elősegítve, hogy mára az új Cseh Köztársaság fővárosa, Prága a turisták egyik legnépszerűbb célpontja legyen.

### Prága a 21. században

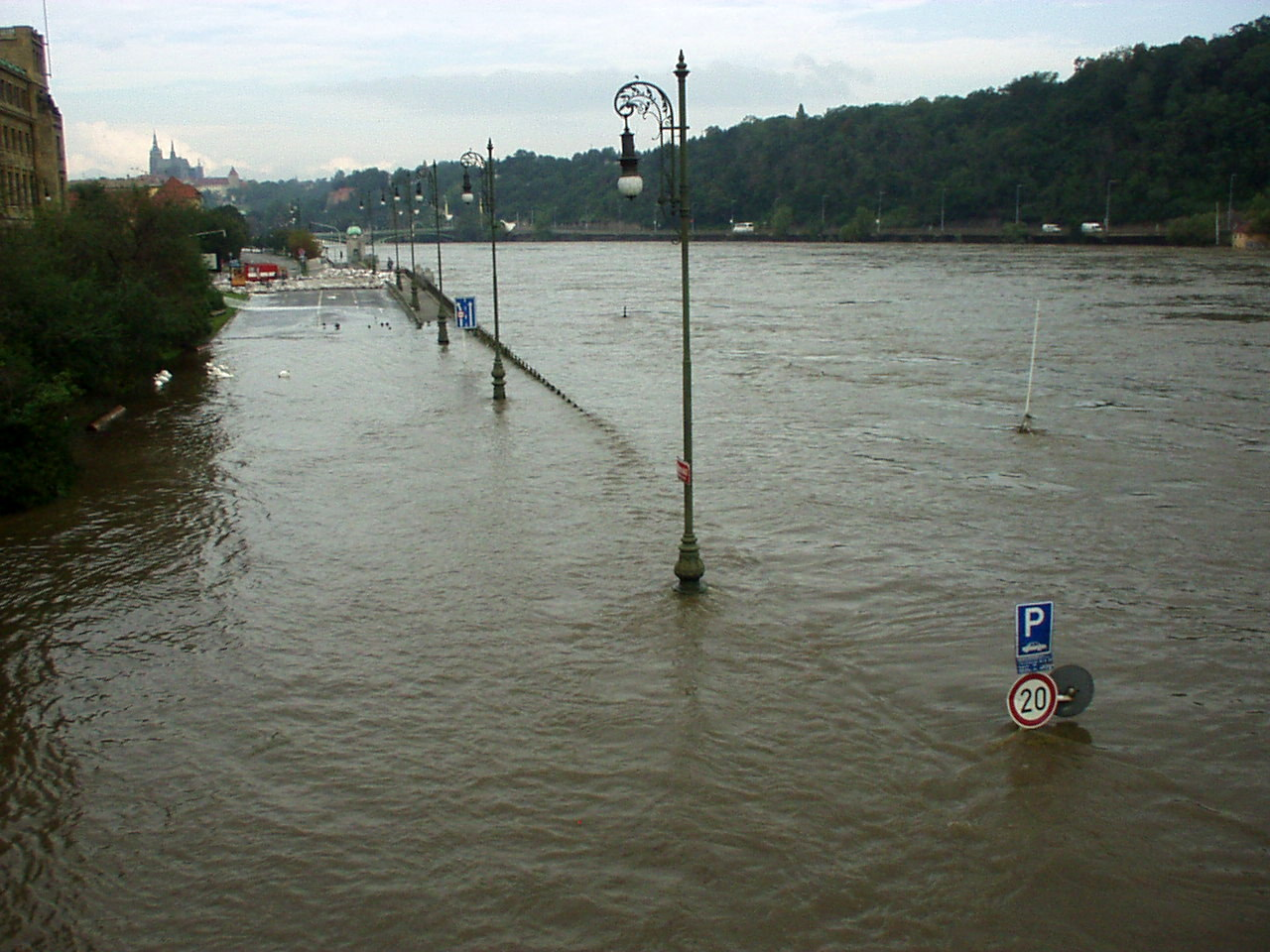
A Moldva prágai szakasza az áradás idején

A 2002-es közép-európai áradások Prágát is érintették, ami több épületben és a metrórendszerben is kárt okozott, egyes szakaszait teljesen elárasztotta a víz. A prágai állatkert részei is teljesen víz alá kerültek.
Prága pályázott a 2016-os nyári olimpia rendezésére, de nem jutott be a jelöltek közé. 2009-ben, a gazdasági válság következtében a város visszalépett 2020-as pályázatától is.
Prága 2016-ban testvérvárosi szerződést írt alá Pekinggel. 2019. október 7-én a prágai városvezetés felmondta ezt a szerződést, mivel nem fogadta el a szerződésben foglalt egy Kína elvet. Válaszul 2019. október 9-én a kínai fél is felmondta a szerződést. A lépés következményeképpen külpolitikai viták alakultak ki a két ország között.
2023. december 21-én a Károly Egyetem egyik épületében lövöldözés történt a város központjában, amelyben 15 ember vesztette életét és huszonöten sérültek meg. A legtöbb életet követelő tömeggyilkosság volt az ország történetében.

## Lakossága
| Prága népességszám-változása 1230 és 2004 között |        |        |        |         |         |         |         |         |         |           |           |
| 1230                                             | 1370   | 1600   | 1804   | 1837    | 1850    | 1880    | 1900    | 1925    | 1950    | 1980      | 2004      |
| 4 000                                            | 40 000 | 60 000 | 76 000 | 105 500 | 118 000 | 162 000 | 201 600 | 718 300 | 931 500 | 1 182 800 | 1 170 571 |

Az 1230-as adat az óvárosi rész népességét; az 1370-es és 1600-as adatok az óvárosi, újvárosi, kisoldali részek és a Hradzsin együttes népességét jelzik.
1784-ben közigazgatásilag is létrejött Prága, míg Nagy-Prága alapítása 1922-ben történt.
Prága népessége a múltban az alábbi módon változott:
| Lakosok száma | 40 000 | 79 000 | 437 388 | 848 823 | 1 140 795 | 1 169 106 | 1 259 079 | 1 308 632 | 1 275 406 | 1 397 880 |
|               | 1378   | 1798   | 1890    | 1930    | 1970      | 2001      | 2015      | 2019      | 2022      | 2025      |

## Közigazgatása és kerületei

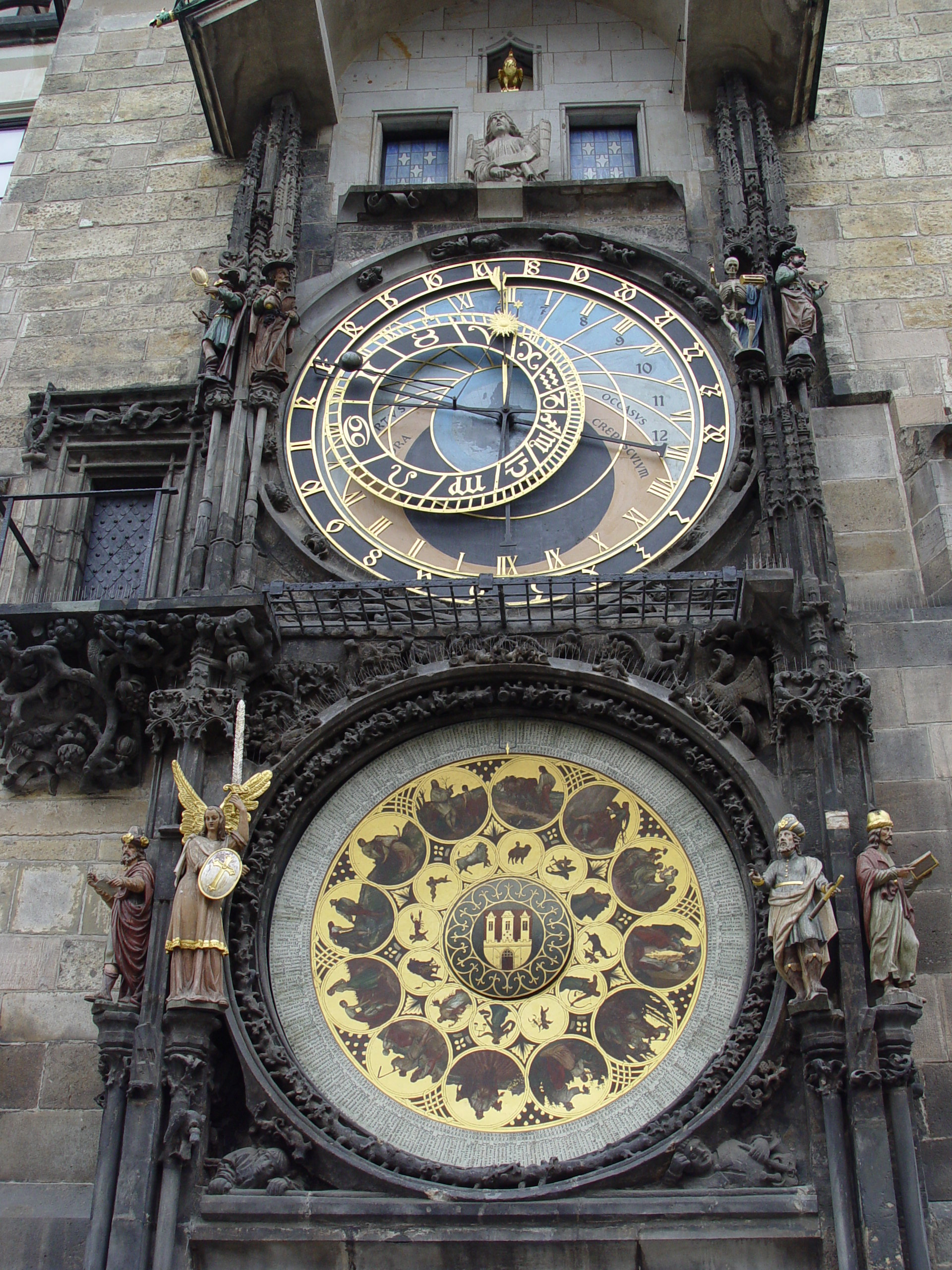
Az Orloj csillagászati óra az Óvárosi városháza falán

Prága addig különálló négy városrészét, a mai Óvárost, az Újvárost, a Kisoldalt, és a Hradzsint II. József 1784-ben szervezte egy közigazgatási egységbe. A város további növekedése kapcsán 1850-ben Josefov, 1883-ban Vyšehrad, 1884-ben Holešovice, majd 1901-ben Libeň is a város része lett. 1922-ben 37 környező település beolvasztásával létrehozták Nagy-Prágát, amellyel a város lakosszáma 676 000-re növekedett. A város lakosszáma az 1 000 000-t 1938-ban érte el.
Az 1960-as és 70-es években az erőteljes szocialista várositásnak köszönhetően további településeket csatoltak a cseh fővároshoz. 1960-ban 8, 1968-ban 17, 1974-ben pedig további 38 településsel bővült Prága területe.
1960–1990 között a város mindössze 10 kerületre oszlott, az újonnan a fővároshoz csatolt településeket egy kerületbe kényszerítve. Lakóik azonban ekkor is a település (immár városrész) eredeti nevét használták a kerület megnevezése helyett, ahogy ma is.
Ma a városon belüli közigazgatás két- vagy háromszintűnek tekinthető. Legfelső szinten áll a fővárosi önkormányzat (Magistrát hlavního města Prahy), mely felelős a tömegközlekedés megszervezéséért, a városi rendőrség, tűzoltóság, egészségügyi szervezetek fenntartásáért, a műemlékek fenntartásáért, a prágai állatkertért és mindenért, ami a város teljes területét érinti.
1990 óta a város 57 önkormányzattal rendelkező városrészre van felosztva (městské části) A városrészek felelnek a parkokért és a környezetvédelemért, a temetőkért, az iskolák felszerelésének megrendeléséért, számos sport- és kulturális tevékenységért, több szociális és egészségügyi programért, a kutyapiszok összegyűjtéséért és hasonlókért. A városrészek önkormányzatainak másik fontos tevékenységi köre a nyilvános területek tulajdonosi jogainak kezelése.
2001 óta az 57 városrészt 22 adminisztratív egységbe (správní obvody) sorolták, a nemzeti közigazgatás változásainak megfelelően. Minden adminisztratív egységben egy városrész felelős bizonyos tevékenységekért, szolgáltatásokért az adminisztratív egység egész területén.
Mind a fővárosi önkormányzat, mind a városrészek választott képviselőkkel rendelkeznek, mindegyik élén polgármester áll.

### Az adminisztratív körzetek és városrészek besorolása
| Kerületek 1990 előtt | Adminisztratív körzet | Városrész                                                              |
| -------------------- | --------------------- | ---------------------------------------------------------------------- |
| Prága 1              | Prága 1               | Prága 1                                                                |
| Prága 2              | Prága 2               | Prága 2                                                                |
| Prága 3              | Prága 3               | Prága 3, Žižkov                                                        |
| Prága 4              | Prága 4               | Prága 4, Kunratice                                                     |
| Prága 4              | Prága 11 (egy része)  | Prága 11, Šeberov, Újezd u Průhonic                                    |
| Prága 4              | Prága 12              | Prága 12, Libuš                                                        |
| Prága 5              | Prága 5               | Prága 5, Slivenec, Smíchov                                             |
| Prága 5              | Prága 13              | Prága 13, Řeporyje                                                     |
| Prága 5              | Prága 16              | Prága 16 (korábban Radotín), Lipence, Lochkov, Velká Chuchle, Zbraslav |
| Prága 5              | Prága 17              | Prága 17 (korábban Řepy), Zličín                                       |
| Prága 6              | Prága 6               | Prága 6, Lysolaje, Nebušice, Přední Kopanina, Suchdol                  |
| Prága 7              | Prága 7               | Prága 7, Troja, Holešovice                                             |
| Prága 8              | Prága 8               | Prága 8, Březiněves, Dolní Chabry, Ďáblice                             |
| Prága 9              | Prága 9               | Prága 9 Malešice (kisebb része)                                        |
| Prága 9              | Prága 14              | Prága 14, Dolní Počernice                                              |
| Prága 9              | Prága 18              | Prága 18 (korábban Letňany)                                            |
| Prága 9              | Prága 19              | Prága 19 (korábban Kbely), Čakovice, Satalice, Vinoř                   |
| Prága 9              | Prága 20              | Prága 20 (korábban Horní Počernice)                                    |
| Prága 9              | Prága 21              | Prága 21 (korábban Újezd nad Lesy), Běchovice, Klánovice, Koloděje     |
| Prága 10             | Prága 10              | Prága 10 Malešice (nagy része)                                         |
| Prága 10             | Prága 11 (egy része)  | Křeslice                                                               |
| Prága 10             | Prága 15              | Prága 15, Dolní Měcholupy, Dubeč, Petrovice, Štěrboholy                |
| Prága 10             | Prága 22              | Prága 22 (korábban Uhříněves), Benice, Kolovraty, Královice, Nedvězí   |

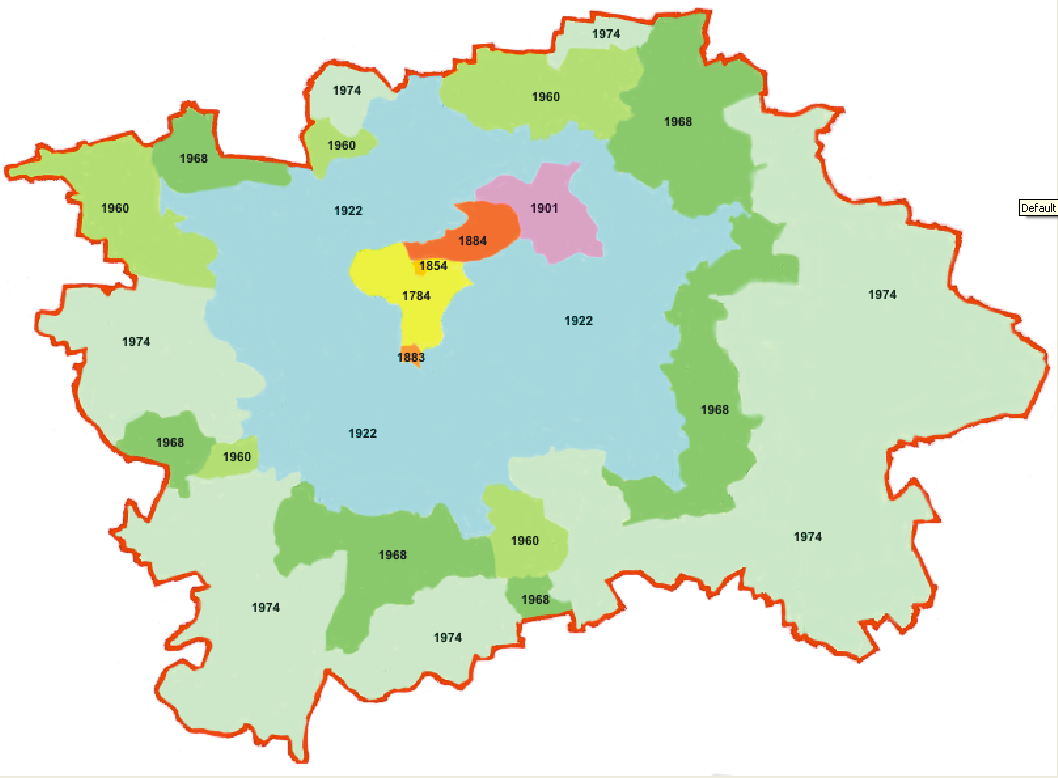
Prága területi fejlődése

Prága városrészei

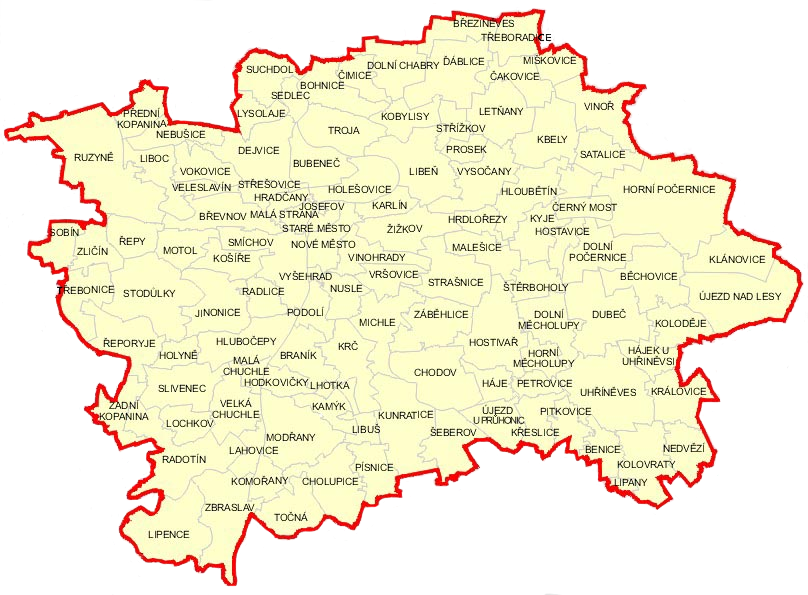
A mai Prága kialakításában részt vevő települések

Hivatalosan minden városrész neve tartalmazza a főváros nevét is, tehát például Petrovice hivatalos neve Praha-Petrovice.

## Gazdasága
Prága gazdaságilag az egyik legintenzívebben fejlődő város Közép-Európában, érezhető a regionális központ kialakítására való törekvés, mely már részben sikerült is, hisz több nemzetközi cég Prágában alakította ki közép-európai központját. Többek között ezeknek is köszönhetően ma a 8 újonnan az Európai Unióhoz csatlakozott posztszocialista ország régiói közül a prágai az egyetlen, amely az egy főre vetített GDP-t tekintve meghaladja az uniós átlagot. Csehország GDP-jének 25%-át teszi ki.
Az 1990-es évek végére a hollywoodi filmgyártás egyik kedvelt forgatási helyszíne lett. Mivel Prága nem szenvedett nagy károkat a második világháborúban, így a világháború előtt játszódó filmekben az amszterdami, londoni jeleneteket is gyakran itt forgatják. Az építészet, az alacsony árak és adók és a már létrejött filmgyártási infrastruktúra egyre több filmest vonz a városba.

## Közlekedése
Csehország út- és vasúthálózatának legfontosabb csomópontja.

### Tömegközlekedés

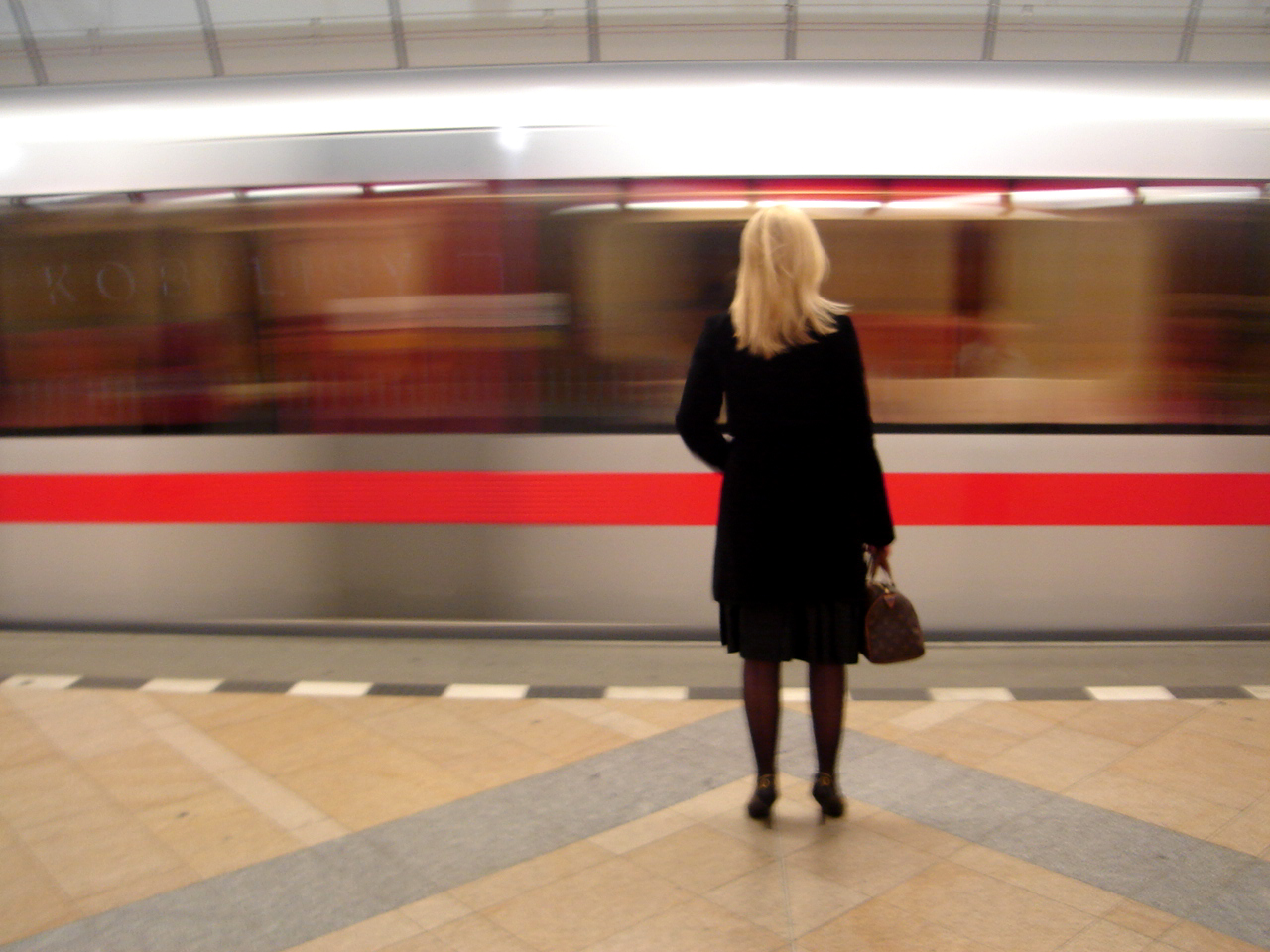
Prágában három metróvonal működik

Prága tömegközlekedése a három metróvonalra épül. Ezeket huszonöt villamosvonal és mintegy kétszáz autóbuszjárat egészíti ki, a Petřín-hegyre pedig sikló visz fel. A vonalakat a Dopravní podnik hlavního města Prahy (DPP) üzemelteti. Az 1990-es években bevezetett tarifaközösségnek köszönhetően a helyi- és az elővárosi járatokon (így az elővárosi autóbuszokon és a vonatokon is) egységes a díjszabás. A világ városai közül itt használják a lakosok az egyik legnagyobb arányban a tömegközlekedést.

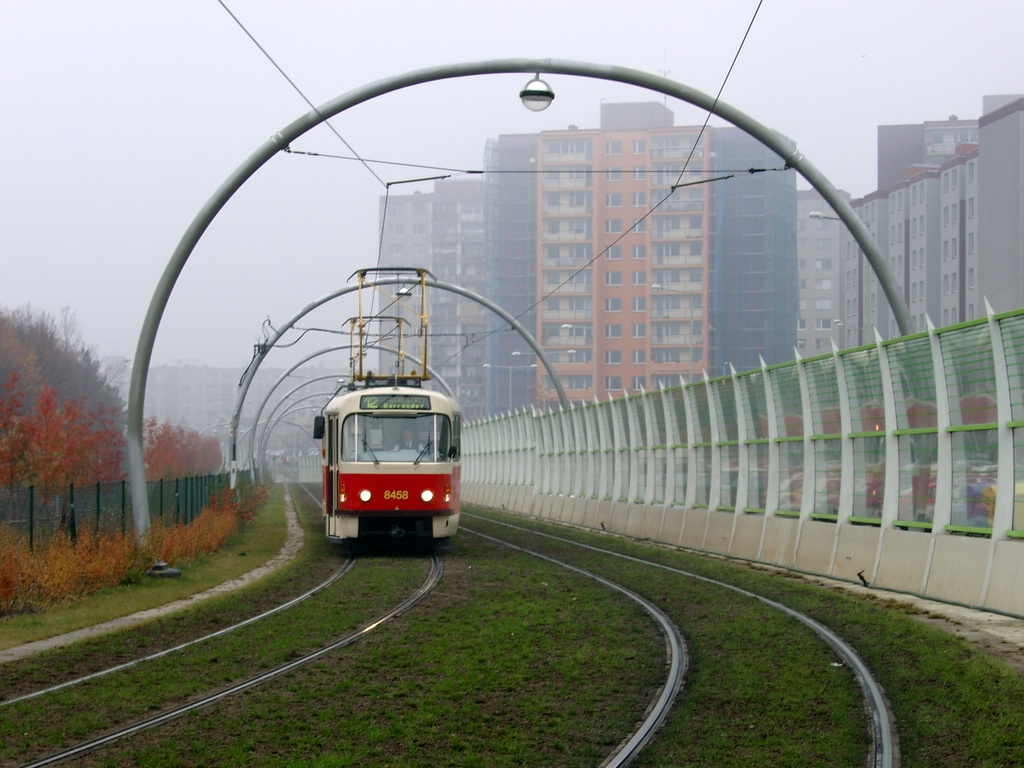
A barrandovi új villamosvonal egy részlete

A jegyek korlátozott ideig érvényesek, ám ez alatt a megfelelő jegy korlátlan átszállásra jogosít. A bérlet jellegű (napi-, heti-, havi-, illetve hosszabb időtartamra váltott jegyek) érvényessége a jegykezelés pillanatában kezdődik és az idő lejártával ugyanazon óra ugyanazon percében is ér véget. Mindenféle jegyet használhatunk az elővárosi járatokon is: ez a megoldás hatékonyan segíti a P+R rendszert.
A prágai metró három vonala a szovjet típusú metróüzemeknek megfelelően a belvárosban, háromszögben metszi egymást. A szerelvények reggel 5-től éjfélig közlekednek. A metró megáll a legtöbb, turisztikai szempontból fontos helyen, továbbá a vasúti pályaudvaroknál és a központi autóbusz-pályaudvar alatt is. Az első metróvonalat 1974-ben adták át. A hálózat már több mint 50 kilométer hosszú. A távlati tervekben szerepel a repülőtérre vezető szakasz, valamint épül a negyedik, a D vonal is. A szovjet típusú szerelvényeket is elkezdték korszerű, csendes járművekre cserélni.

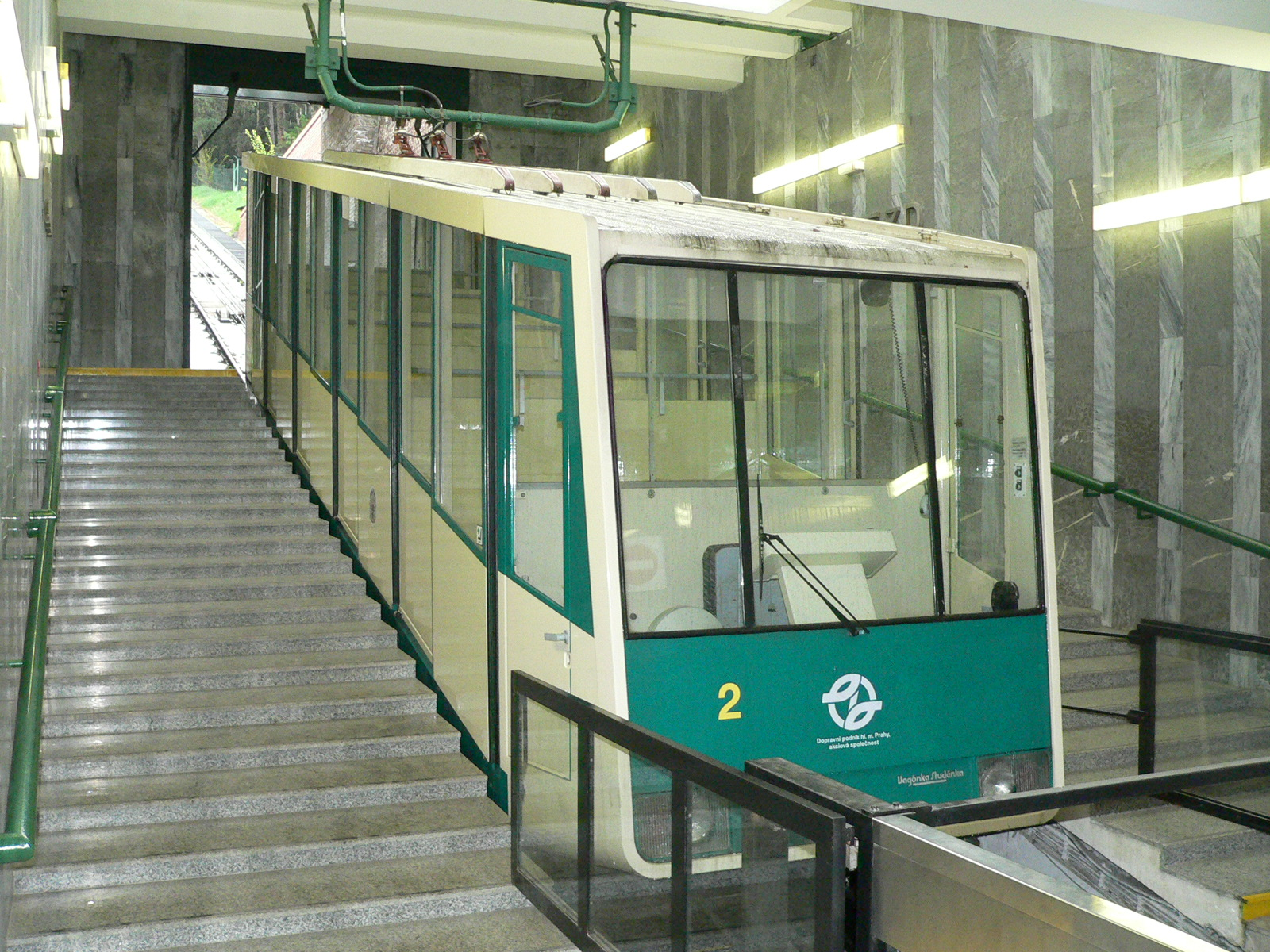
A Petřín-hegyre közlekedő sikló az alsó végállomáson

A villamoshálózat kiépítése 1875-ben az első lóvontatású villamossal kezdődött. 1891-től elektromos vontatásra tértek át és két ütemben 1897-ben, majd 1907-ben a korábban több villamostársaság által üzemeltetett hálózatot egységesítették. Az 1960-as évektől a villamosközlekedést az új metró és buszok térnyerése veszélyeztette. Az egyvágányú hálózatokat felszámolták, így a Pařížská utca – Óváros tér – Celetná utca – Lőportorony közötti szakaszt is. Az 1980-as évektől a külső városrészek felé új vonalak létesültek mint Řepy városrészbe 1988-ban, Ohrada–Palmovka 1990-ben, vagy Modřany felé 1995-ben. 2003-ban hosszú építkezést követően átadták a Hlubočepy–Barrandov-szakaszt, 2008-ban pedig a Laurová–Radlická-viszonylatot, amit aztán 2011-ben tovább is bővítettek. A 2020-ig tartó időszakban további vonalkiépítés történt a városban. A villamost használók aránya az 1980-as években 30% volt, 2014-ben 28,5%. A 22 nappali és 9 éjszakai viszonylathoz 142,7 kilométer hosszú pálya tartozik. A viszonylatok túlnyomó többségben átmérős jellegűek (azaz az egyik külvárosból a belvároson át a másik külvárosba közlekednek). Ennek köszönhetően a vonalak a belvárosban több helyen fonódnak, gyakran 5-6 viszonylat közlekedik egy-egy szakaszon, elősegítve ezzel a város nagy részébe történő átszállásmentes utazást. A megállókban és a járműveken digitális kijelzők segítik az utas tájékoztatást. A járművek legújabb generációját az alacsony padlós Škoda 15T villamos adja, amely vegyesen közlekedik minden vonalon a régebbi Tatra T3R.PV típusú járművekkel. Jelenleg a világ egyik legnagyobb villamos-flottája itt található.
A város éjszakai tömegközlekedési hálózatának gerincét szintén a villamosok adják, a kilenc, éjszaka is közlekedő közúti vasúti viszonylatot buszjáratok egészítik ki.
A fővárosban 1936 és 1972 között trolibusz-közlekedés üzemelt, amelyet a metró kiépítésével, valamint az újabb villamosvonalak kialakításával együtt megszüntettek.

### Közúti közlekedés
Prága a városba vezető sugárirányú utaknak köszönhetően Csehország minden pontjáról könnyen megközelíthető. Autópálya köti össze Brnón keresztül Szlovákiával és Olomouccal, valamint Plzeňen át Németországgal. Mindezen túlmenően a várost több, részben elkészült gyorsforgalmi út köti össze a fontosabb cseh városokkal, melyek végleges kiépítése újabb nemzetközi kapcsolatokat biztosít majd számára. A város belső területeinek tehermentesítésére az utóbbi évek beruházásainak köszönhetően nagyrészt elkészült a belső városi körgyűrű, de várhatón a közeljövőben elkezdődik a külső körgyűrű teljes kiépítése is. Az utak egy része Prága domborzati viszonyai miatt alagútban halad, melyek közül az 1998-ban átadott Strahovský alagút a leghosszabb, mintegy két kilométeres hosszával.
A történelmi városrészekben sok a korlátozott forgalmú vagy sétálóutca. Emellett a belvárosban sok a kék színnel jelölt parkoló, amit csak az engedéllyel bíró helyiek használhatnak.

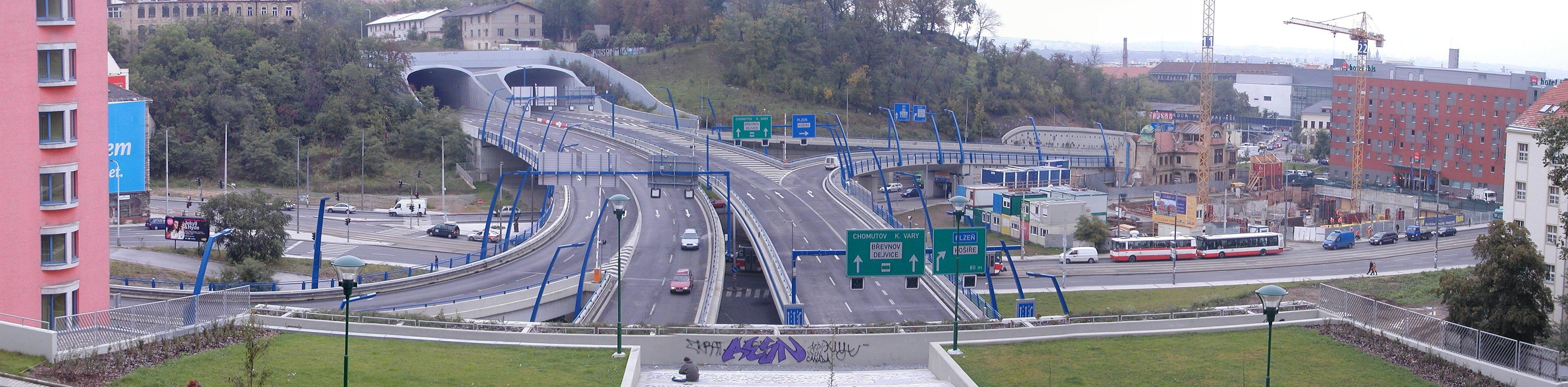
A belső autópálya-körgyűrű, a Strahovský alagút kapujáról nézve. Szemközt a Mrázovka alagút bejárata.

Budapestről a Győr–Pozsony–Brno–Prága-útvonalat választva végig autópályán haladhatunk (mintegy 500 km-t). Útlevél nem kell, de az autópálya-matricákat vásárolva figyeljünk a cseh–szlovák határra, amit a pályán csak egy tábla jelez.

### Vasút
A prágai főpályaudvar (Praha hlavní nádraží) az Óvárostól keletre, a C metró vonalán helyezkedik el, kiindulópontként szolgálva a nemzetközi és belföldi távolsági vonatok jelentős hányadának. A Budapestről induló vonatok is ide érkeznek.
A belföldi vasúti közlekedésben fontos szerepet tölt be a többi pályaudvar is. A főpályaudvartól északra épült a Masaryk pályaudvar (Praha Masarykovo nádraží). A B metró vonalán található a Smíchov állomás (Praha-Smíchov).

### Légi közlekedés
Prága Ruzyně városrészben, a város központjától körülbelül 20 km-rel északnyugatra elhelyezkedő reptere az 1990-es évek végétől regionális szinten az egyik legfontosabb reptérré vált, mintegy 10 millió utassal évente. A repülőtér forgalmának jelentős lökést adtak az elmúlt években a diszkontjáratok. 15 diszkont légitársaság repülőivel 36 európai városba juthatunk el kedvező áron.
A repülőtér jelenleg csak közúton közelíthető meg, a távlati tervekben szerepel az A metróvonal meghosszabbítása. A város metrómegállói és a reptér között több buszjárat közlekedik.

## Nevezetességek, látnivalók

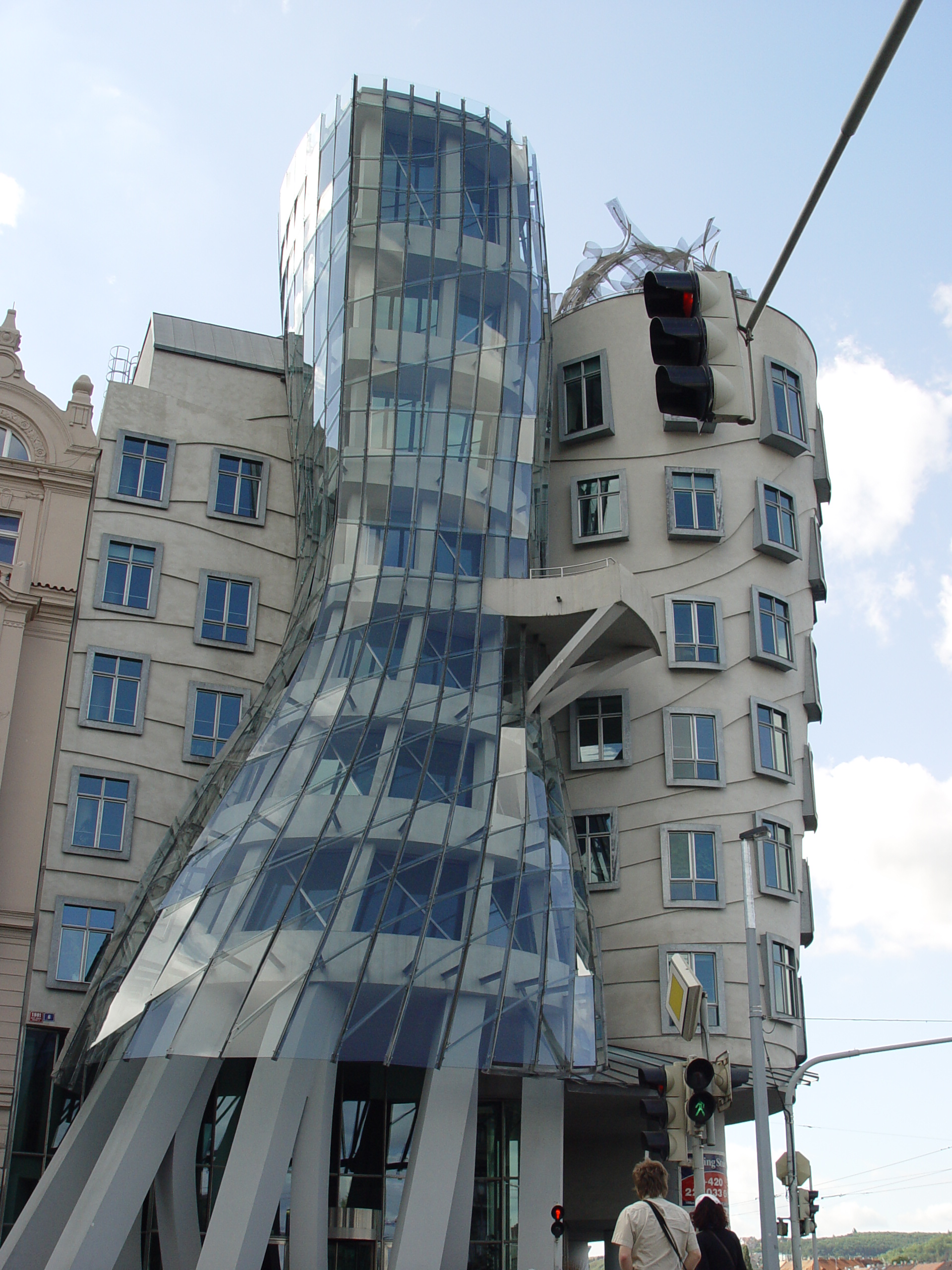
Frank Gehry: Táncoló ház. („Fred és Ginger” a prágai Újvárosban.)

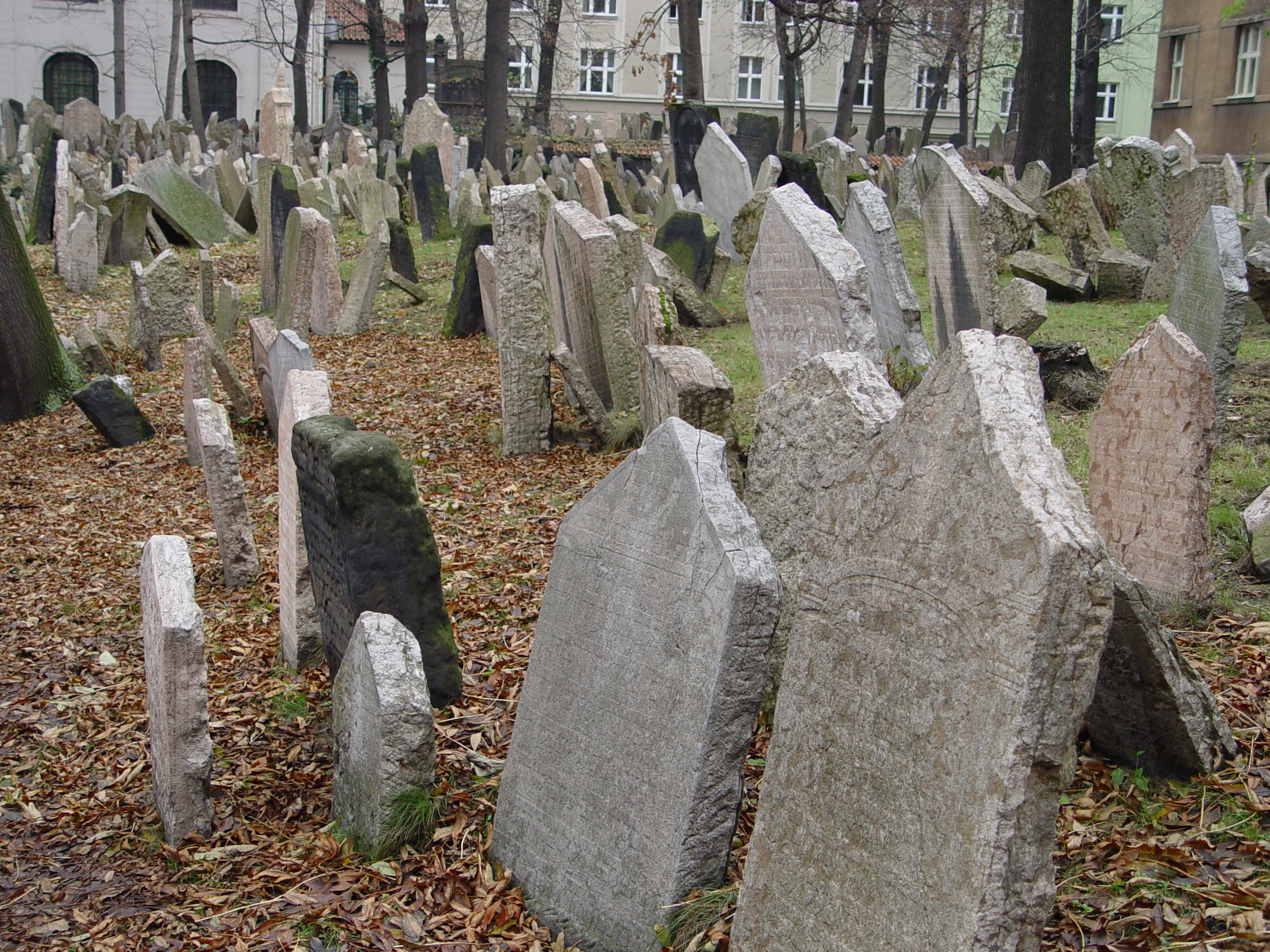
Zsidó temető, Josefov

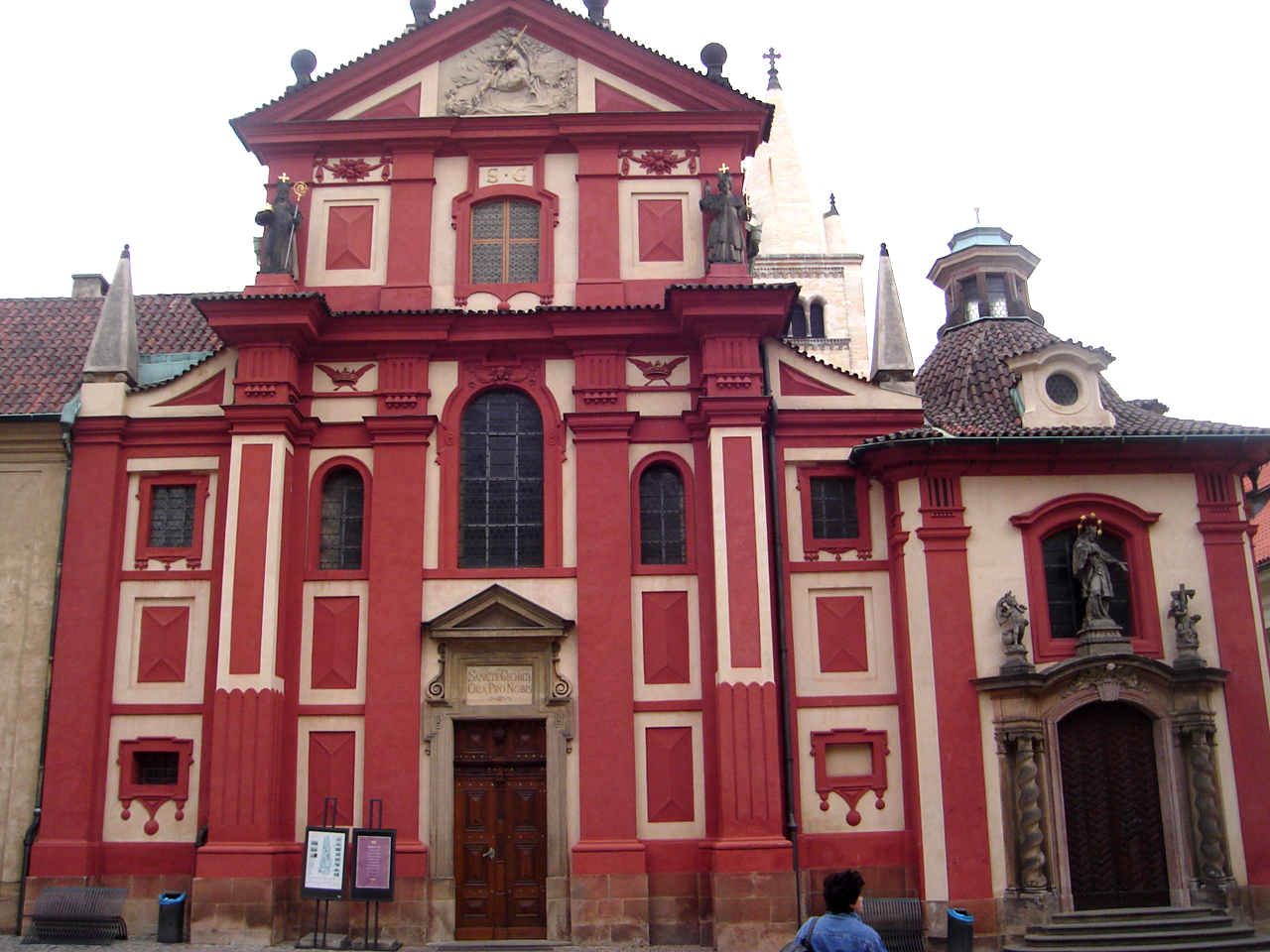
Hradzsin, a Szt. György-bazilika

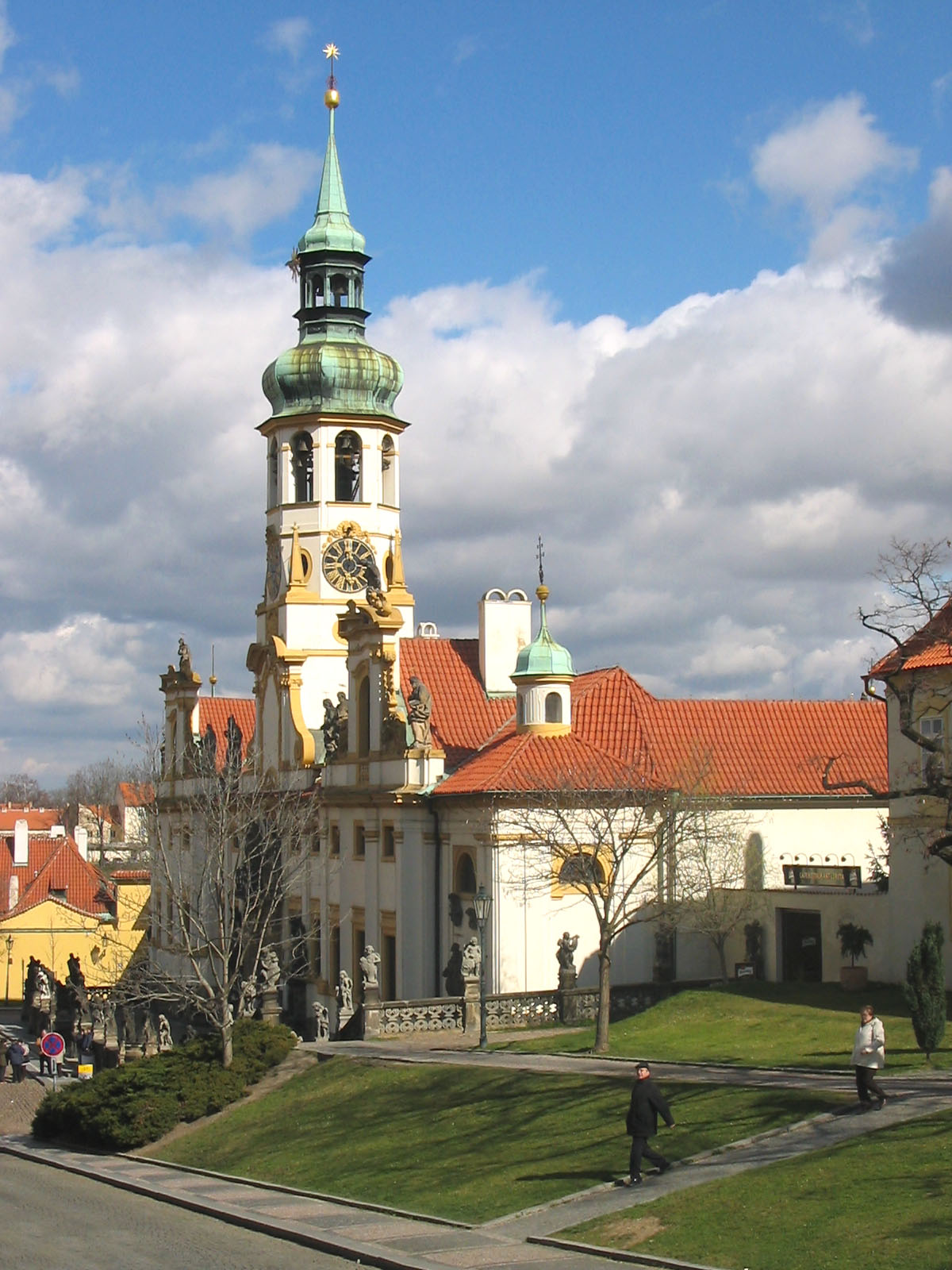
Loreta

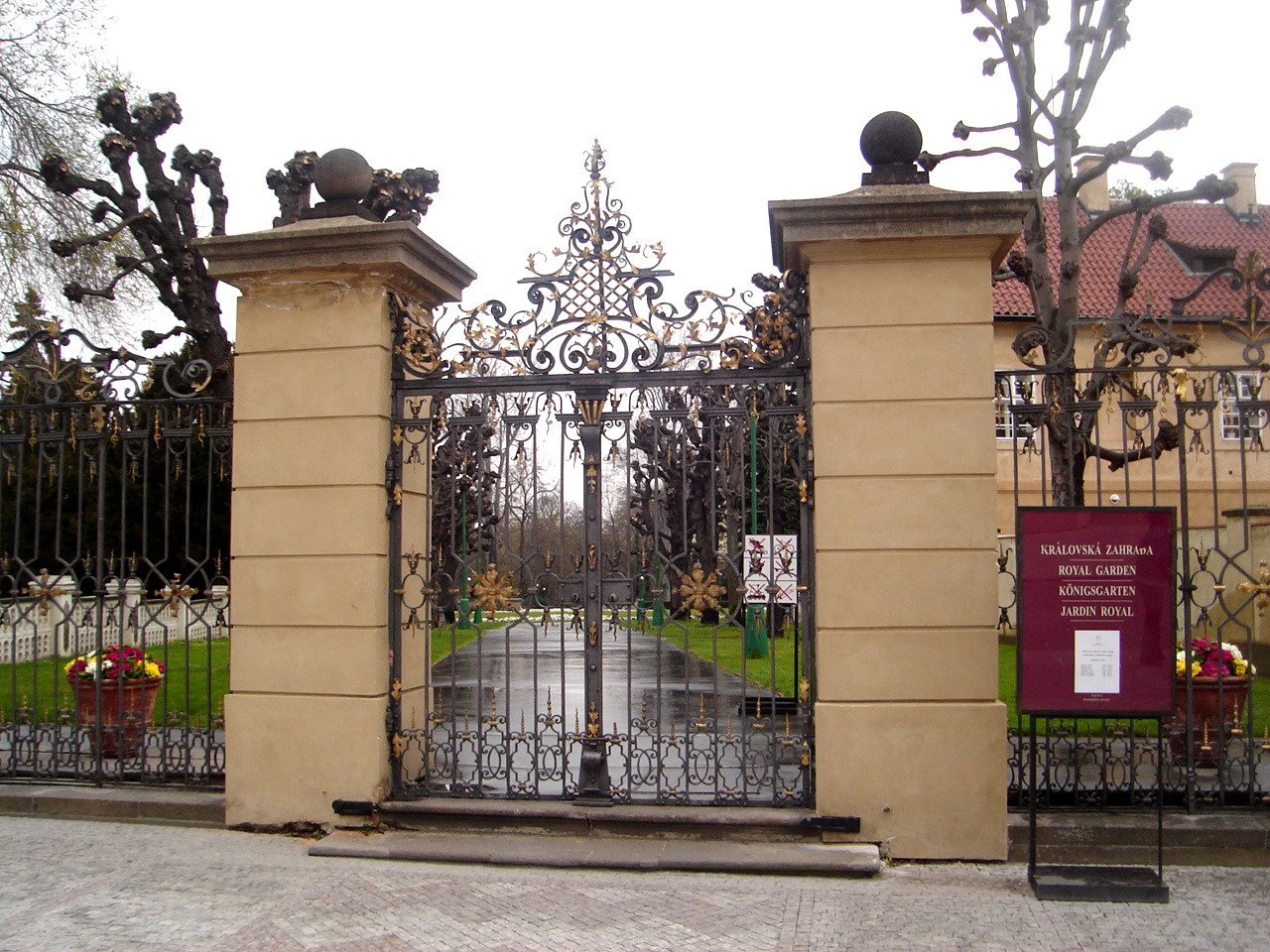
A Királyi kertek

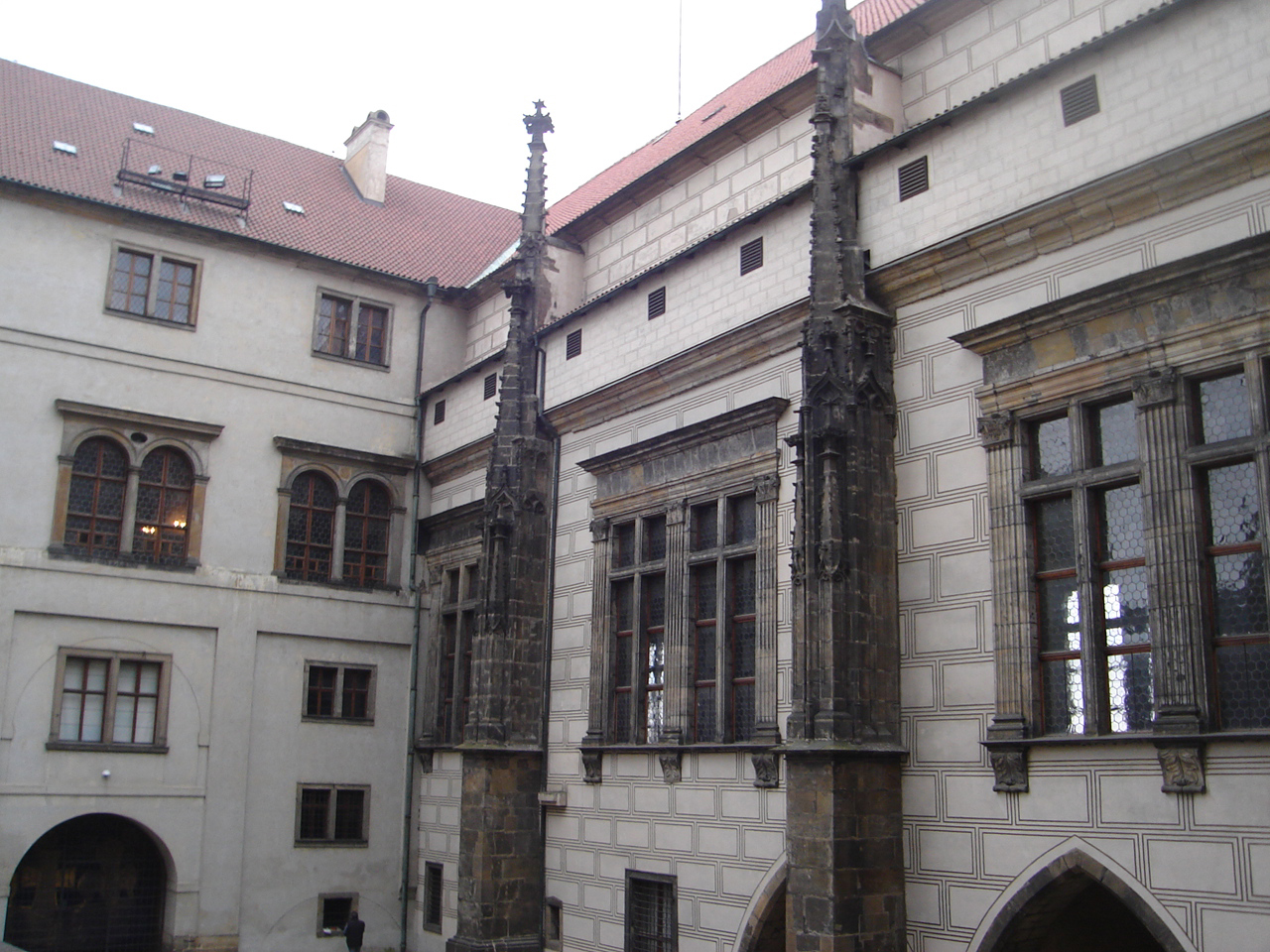
A prágai vár

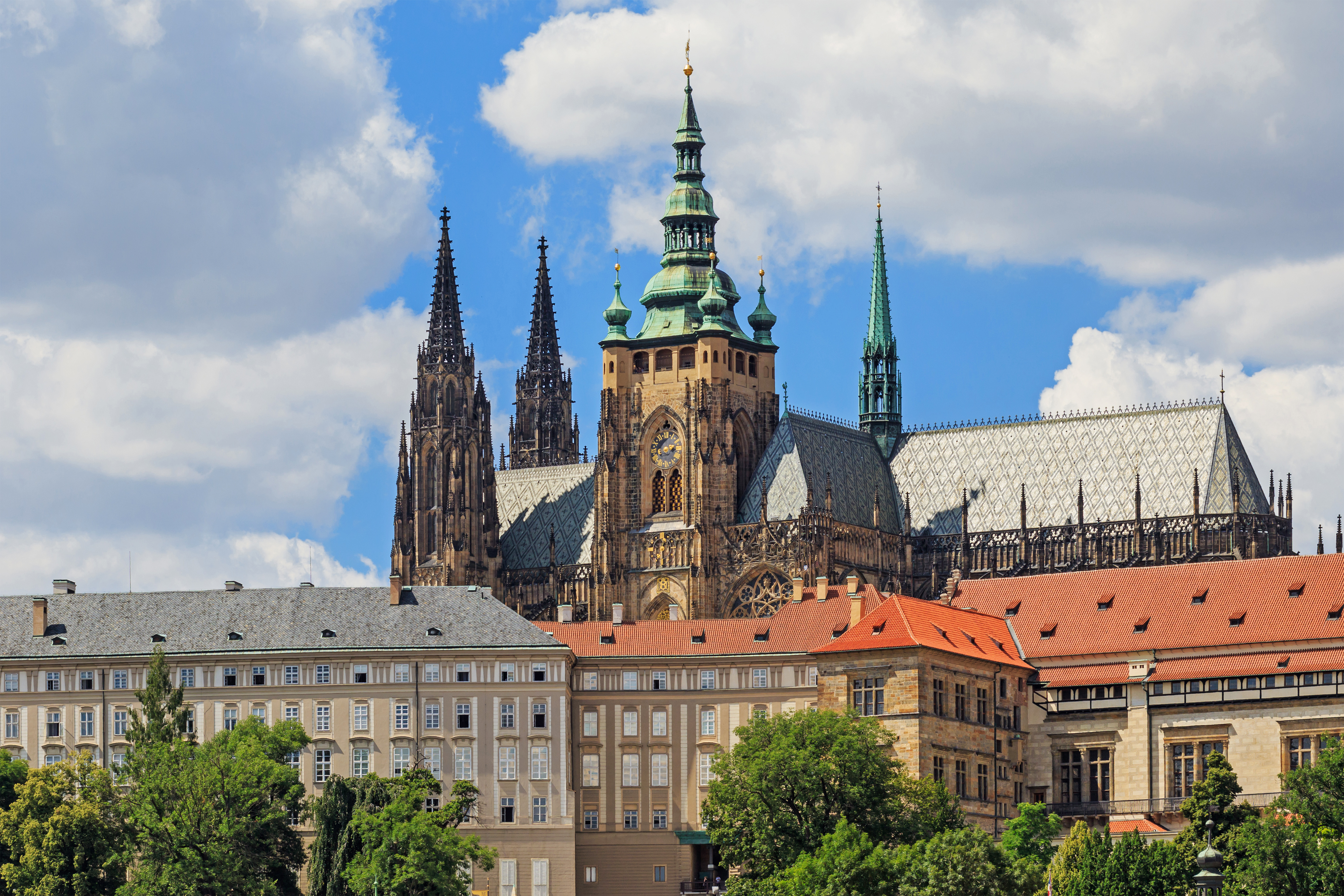
A Szent Vitus-székesegyház kisebbik tornya

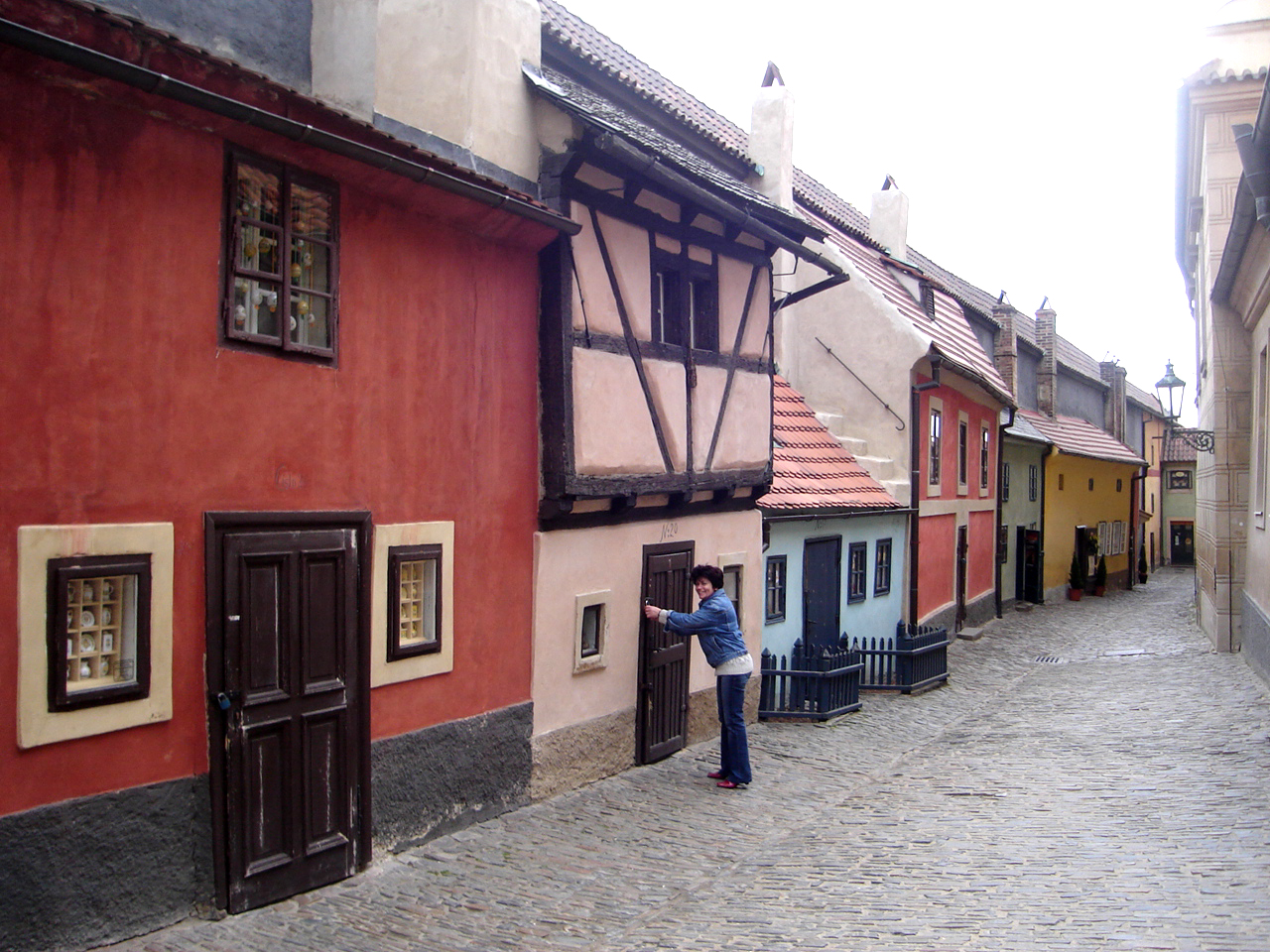
Hradzsin, Kézművesek utcája

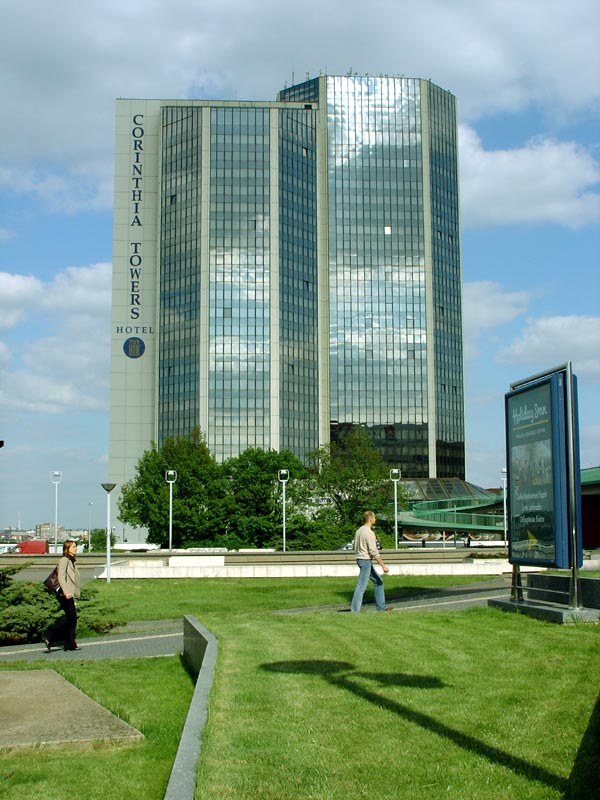
Prága, Corinthia felhőkarcoló

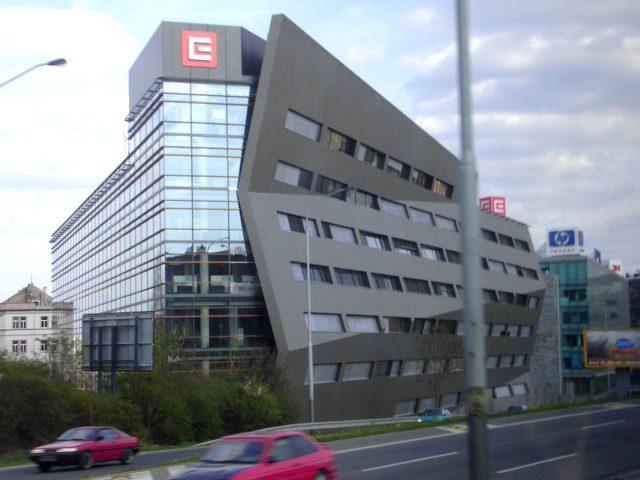
Prágai high-tech

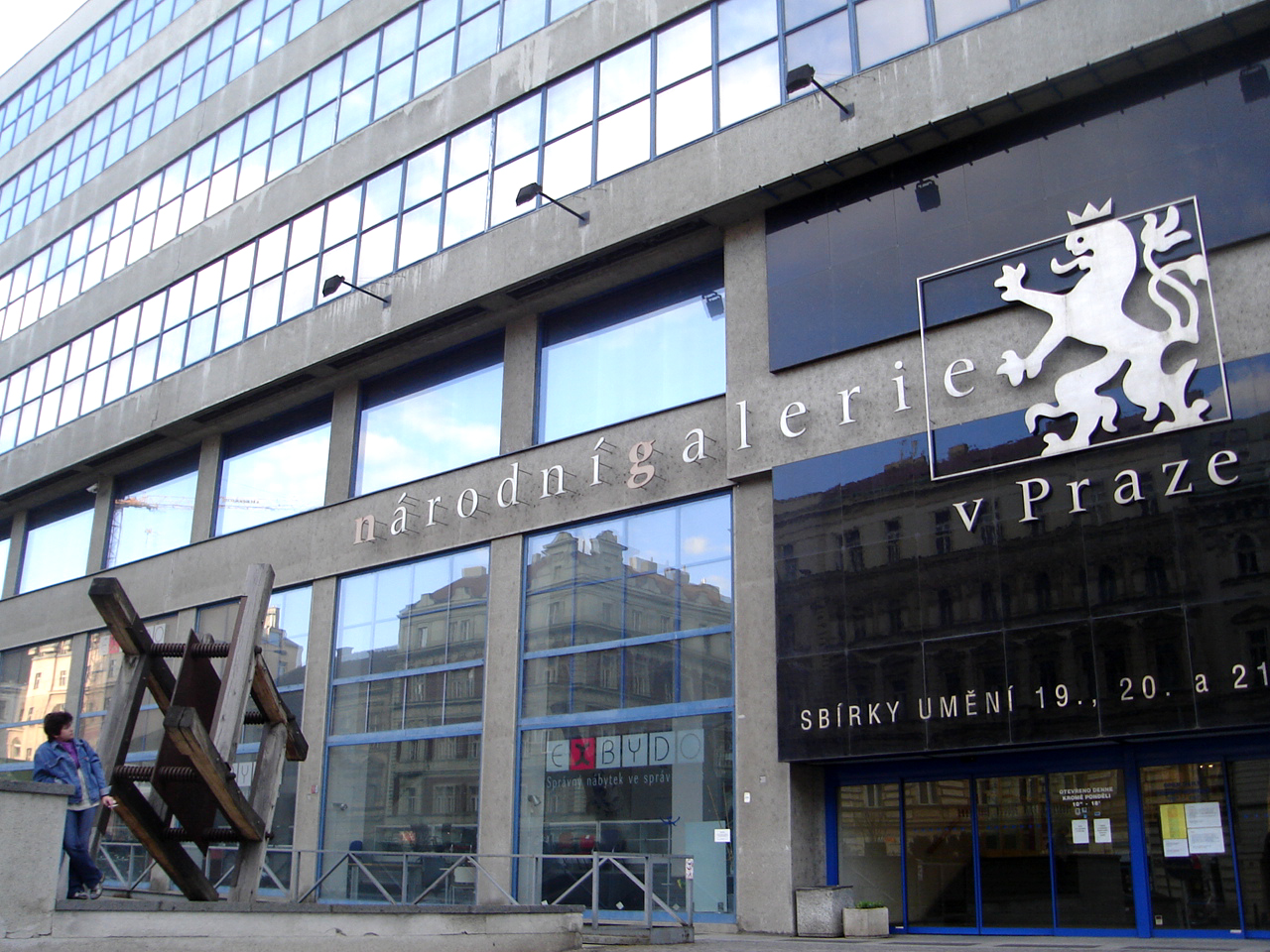
Prágai Nemzeti Galéria (Národni Galerie v Praze), 19-21. század művészete

Történelméből fakadóan Prága építészeti, kulturális, vallási emlékek, látnivalók sokaságát vonultatja fel, melybe napjainkban a modern kor egy-két mementója is besorolható. A várost alkotó negyedeknek külön-külön hangulata, történelme van, ennek megfelelően egyenként is érdemes megvizsgálni őket. 1992 óta Prága történelmi belvárosa a világörökség része.
A közép-európai gótika irányzatát Peter Parler határozta meg az 1300-as évek első harmadában az ún. német különgótika továbbfejlesztésével. Az 1400-as évek közepéig ez maradt az építészet meghatározó irányzata; ekkor váltotta fel fokozatosan a reneszánsz. E stílus legjenetősebb, fennmaradt épületei:
- a Nyári palota (Királyi nyárilak) és
- a Csillag-kastély.[31]

Egyfajta választóvonalnak tekinthető az 1541-es nagy tűzvész; az ezután emelt épületek zömmel gótikus jellegtűek, de nem sok maradt meg belőlük.
Ennél jóval nagyobb hatású volt az 1689-es tűzvész, amelyben gyakorlatilag leégett a teljes zsidóváros, valamint az Ó- és Újváros északi része. Az új, illetve helyreállított épületek immár barokk stílusúak; ez a stílus határozza meg a történelmi városrészek hangulatát. Első jelentősebb emléke a Mátyás-kapu. Ez irányzat az 1750-es évek közepéig uralkodott, a hétéves háború utáni újjáépítést vezető Niccolò Pacassi művészete már inkább rokokó jellegű. Ennek rövid életű divatja több jeles emléket hagyott ránk, főleg a várban. A 19. század első felének két meghatározó stílusirányzata a klasszicizmus és az empire lett. A század második fele volt a cseh neoreneszánsz virágkora.

### Szigetek
A korábban felső szakasz jellegű Moldva folyása Prága központjától kicsit délre, Braník és Hlubočepy városrészek között meglassúdik, és az immár középszakasz jellegű folyó elkezdi lerakni hordalékát. A folyam szabályozása előtt meanderező mederben a zátonyok és az azokból kialakuló szigetek helye, helyzete is állandóan változott (folyásirányban vándoroltak). Egyes szigetek lassan „hozzáforrtak” a folyóparthoz, másokat az ember szüntetett meg (például a lerakott kavicsot kitermelve). Eközben újabb szigetek is keletkeztek, a meglévők területe folyamatosan változott. Némely szigeteket a folyószabályozás részeként vagy más okokból (például vízimalmok működtetésére) az emberek hoztak létre.
Prága szigetei a Moldvában, folyásirányban:
- a legdélibb szigetke a Branický híd és a Barrandovi híd közötti kis csík, amit az egykori partvonal maradékaként az 1920-as évek sóderbányászata alakított ki. Mára benövényesült.
- Császár rétje (Císařská louka) Prága Smíchov kerületéhez tartozik
- Evezős sziget (Veslařský ostrov) – 1952-ig Schwarzenberg-sziget, a Császár rétjével párhuzamos
- Jezsuita sziget (Petržilkovský ostrov) a Jirásek-híd alatt
- Gyermekek szigete (Dětský ostrov)
- Szláv sziget (Slovanský ostrov), más néven Zsófia-sziget (Žofín)
- Lövész-sziget (Střelecký ostrov)
- Kampa sziget (Kampa)
- Keresztesek szigete (Křižovnický ostrov) – szigetke a Károly híd lábánál; részben a parthoz nőtt
- Állathajszák szigete (Štvanice) – Holešovice kerülethez tartozik
- Császár-sziget (Císařský ostrov)

### Hidak
A Prague.net oldal szerint több, mint háromszáz híd található a városban. Ezek közül tizennyolc a Moldván ível át, a többi kisebb patakokon és völgyeken, illetve a Moldva szigeteit köti össze a folyó partjával.
A Moldva hídjai folyásirányban:
- D0 híd
- Lahovicei híd (Lahovický most) – a Berounkán
- Braníki híd (Branický most)
- Barrandovi híd (Barrandovský most)
- Vyšehradi vasúti híd (Vyšehradský zeleznicny most)
- Palacký-híd (Palackého most)
- Jirásek-híd (Jiráskův most)
- Légió híd (Most Legií)
- Károly híd (Karlův most)
- Mánes híd (Mánesův most)
- Čech híd (Čechův most)
- Štefanik-híd (Štefanikův most)
- Hlávka-híd (Hlávkův most)
- Štvanice gyaloghíd (Štvanická lávka)
- Libeňi híd (Libeňský most)
- Holešovicei vasúti híd (Holešovický železniční most)

### Óváros(Staré Město)
Területén a 10. század elején apró, szétszórt települések keletkeztek, melyek fejlődését három főútvonal segítette elő, az utak mentén bajor kereskedők telepedtek le. Itt találtak menedéket az idegenből érkezett kereskedők, a királyi udvar piacudvara az ő számukra volt fenntartva. A piac körüli telepek egyetlen községgé egyesültek, s ekkor emelték a városfalakat is, majd az egész negyed városi rangot kapott a királytól. A terület a 15. században érte el fejlődése fénypontját. A huszita mozgalomban a kelyhesek központja volt. 1784-ben az egységes Prága központja. Jókai szerint „egyetlen nagyszabású múzeum”.
- Az Orloj az Óváros téren, a prágai városháza oldalán található óramű, amely évszázadok óta vonzza a látogatókat. A hatalmas időmérő szerkezet 1410 óta működik. 1597 óta 9 és 21 óra között óránként körben elvonulnak előtte az apostolok szobrai. Legutóbb a második világháború után restaurálták.
- A Falhoz épült Szent Márton-templomban vezették be annak idején a két szín alatt áldozást; amiért a kehely lett a huszita mozgalom (egyik ágának) jelképe.[31]

További nevezetességei:
- az óvárosi Szent Miklós-templom,
- Klementinum

### Josefov
Josefov, más néven Zsidóváros az Óvároshoz kapcsolódó városrész. A negyedet a Pařížská utca osztja két részre. Az elnevezést II. József császárról kapta, annak toleranciáját és liberális szellemiségét tisztelték meg vele. Zsidók a 10. század óta élnek Prágában, a 16. században egy ideig a keleti zsidók és a nyugati, Spanyolországból kimenekült szefárdok találkozóhelye lett a városnak e negyede. Legfontosabb épületei, emlékei:
- - Maisel-zsinagóga,
  - Pinkász-zsinagóga,
  - Régi-új zsinagóga,
  - Magas zsinagóga az Állami Zsidó Múzeummal,
  - Klausz-zsinagóga,
  - Spanyol zsinagóga,
  - Franz Kafka szülőháza,
  - Zsidó Tanácsháza,
  - Régi zsidó temető,
  - Betlehem-kápolna – itt prédikált annak idején Husz János,
  - az Iparművészeti Múzeum (UPM), és kissé északnyugat felé
  - a Szent Ágnes-kolostor.

### Újváros(Nové Město)
A IV. Károly császár által alapított városrész 1348-ban született. Központja a Vencel tér, több történelmi esemény színtere, ezt zárja le déli irányból
- - Vencel tér, több történelmi esemény színtere
  - Nemzeti Múzeum
  - Rendezvények háza (Reprezentációs ház)
  - Nemzeti Színház
  - Újvárosi Városháza
  - Táncoló ház vagy Fred and Ginger (Gehry) – figyelemre méltó modern üvegpalota a Moldva partján, Václav Havel egykori lakhelyéhez közel,
  - Havas Boldogasszony-templom palotaszerű épülettömbje.
  - Rendezvények háza (Reprezentációs ház),
  - Füvészkert (a Károly Egyetem Botanikus Kertje) a Na slupi utcában,
  - Dvořák-múzeum,
  - Rendőrmúzeum

### Hradzsin-negyed(Hradčany)
A tulajdonképpeni várnegyed. Látnivalói a barokk kapun bejutva, ahol Szent Norbert szobra áll:
- Szent Rókus-templom,
- Strahovi kolostor,
- Loretói Szűz Mária-templom,
- Černín-palota,
- Hradzsin tér,
- Érseki palota,
- Schwarzenberg-palota és
- Sarm-palota (szemben),
- toszkánai palota avagy külügyminisztérium,
- Martinic-palota,
- Sternberg-palota a Nemzeti Galériával,

### Vár
- - Szent Vitus-székesegyház,
  - Új királyi palota,
  - Szent Kereszt-kápolna
  - Szent György-bazilika és kolostor,
  - Arany utcácska,
  - püspöki palota
  - elnöki palota
  - Régi királyi palota,
  - Mindenszentek kápolnája,
  - Rosenberg-palota (Nemes Asszonyok Intézete),
  - Lobkowitz-palota,
  - Daliborka torony stb.

A várat kertek veszik körül:
- - Királyi kertek,
  - Sánckert,
  - Paradicsomkert
  - Hartig-kert
  - Ledeburg-kert,
  - Kis Pálffy-kert,
  - Nagy Pálffy-kert,
  - Kolowrat-kert,
  - Kis Fürstenberk-kert,[97]

A várban látható a 14. században élt és alkotott Kolozsvári testvérek egyetlen megmaradt szobra, amely Sárkányölő Szent Györgyöt ábrázolja (a szobornak vannak másolatai Budapesten és Kolozsváron).

### Kisoldal(Malá Strana)
Az Óvárossal szemben, a Moldva túlpartján fekvő városrészbe a Károly híd vezet át. Itt tekinthetjük meg a barokk építészet legszebb prágai remekeit. Épületei a 18. század óta változatlanul maradtak fenn. Zegzugos utcái középkori nyomvonalon alakultak ki. Itt áll:
- a két prágai Szent Miklós-templom egyike,
- a Szent Tamás-templom, a Wallenstein-palota, a Lichtenstein-palota,

és itt található a hangulatos Kisoldali tér. A német nagykövetség a Lobkovitz-palotában, a cseh külügyminisztérium pedig a Thun-Hohenstein-palotában kapott helyet.
A Petřín-hegyre (magyarul: Lőrinc-hegy, de ezt kevésbé használják) sikló visz fel.

### Petřín-hegy
A Petřín dombjára sikló visz föl, az 510 méteres távot és 130 méteres szintkülönbséget kb. 4 perc alatt teszi meg. Az 1928-ban épült bemutató csillagvizsgálót Milan Rastislav Štefánik (1880-1919) csillagász-diplomatáról nevezték el. A mintaszerűen működő bemutató csillagvizsgáló főműszerre egy König-refraktor (különleges lencsés távcső). Közelében áll Johannes Kepler és Tycho Brahe közös emlékműve.
A Petřínen épült a város egyik fő nevezetessége, a strahovi kolostor.
További látnivalói az Éhségfal és az Eiffel-tornyot másoló kilátó.
A domb lábánál áll a Borromei Szent Károly kegyes nővérek kolostora.

### Smíchov
Smíchov (németül Smichow) 1909 óta Prága 5. kerületének része a Moldva bal partján. Két fő nevezetessége a Ringhoffer-gyár és a Staropramen Sörgyár.

### Vyšehrad várnegyed
Vyšehrad Prága egyik történelmi városrésze az Újvárostól délre, a Moldva jobb partján.
Már a 9. században- Már a 9. században szláv törzsi székhely volt, a folyó felé meredeken leszakadó, 42 méter magas dombon álló vár egyes vélemények szerint Prága legrégibb része. A dominanciaharvban végül alulmaradt a prágai várhegyen letelepült csehekkel szemben, ám jelentőségét csak lassan veszítette el; így a Přemysl-dinasztia alatt királyi székhely is volt – 1061 és 1092 között itt volt II. Vratiszláv cseh fejedelem, majd 1085-től király székhelye.
A föld–fa erődöt IV. Károly építtette át kővárrá, amikor a dombot a székvárosát védő erődrendszer részévé tette. Ezt várat a huszita háborúk alatt kifosztották és részben lerombolták. Az 1650-es években olasz építészek tervei alapján téglabástyákkal erősítették meg, és egészen 1911-ig újra erődnek használták. Kazamatáit 1742-ben kezdték építeni.
A dombot és környékét 1883-ban csatolták a cseh fővároshoz; ez lett Prága 4. kerülete.↑ Prague Guide FM: 
- Szent Péter és Pál-templom,
- sírkert

### Holešovice
Holešovice (1850 és 1960 között Holešovice-Bubny, németül Holleschowitz-Bubna) városrész a Moldva kanyarulatában épült. Nagyobbik része Prága 7. kerületében található, egy kisebb része az 1. kerülethez tartozik. 1884 óta Prága része. Régen ipari külváros volt, ma itt található:
- a Prágai Nemzeti Galéria és a Lapidárium, a galéria kőtára;
- Prága egyik legnagyobb pályaudvara, a Praha-Holešovice pályaudvar,
- a város egyik legismertebb zöldterülete, a Letná-park.

### Vinohrady
- Béke tér (Náměstí Míru):
  - Szent Ludmilla-templom,
  - Vinohrady Színház,
  - Prágai Katolikus Érseki Gimnázium;
- Theater Royal (Theater Royal Burlesque) Vinohradská 2165, – az 1920-as években épült színház színvonalas burleszket játszik. A közönség kis kávézóasztaloknál ül kényelmes fotelekben.[101]
- Riegrovy sady városi park,
- Havlíčkovy Sady park.

### Žižkov
- Vitkov-hegy a tévétoronnyal
- Szent Prokop-templom
- A Cseh Hadsereg Múzeuma
- Zsiska lovasszobra és a Nemzeti Mauzóleum

### Troja
Az 5,43 km² területű terület 1922 óta a cseh főváros része. 1992-ben szervezték önálló városrésszé; odáig északi része Prága 8., a déli a város 7. kerületéhez tartozott. 2001 óta Prága 7. adminisztratív körzetének része.
- Troja kastély a Prágai Városi Galéria állandó kiállításával,
- Prágai Botanikus Kert,
- Prágai Állatkert.

### Braník
Történelmi terület a Moldva jobb partján, a belvárostól délre. A középkorból ránk maradt neve kaput, őrkaput jelent. Lakói ekkor főleg faúsztatással, fakereskedéssel, majd később mészégetéssel foglalkoztak. (A 20 század végén állt itt egy mészégető Prága tulajdonában.)↑ Szombathy Viktor: Prága: 
A Braníki kapu fölött (tehát attó délre) a szűk medserben, sziklás partok között folyó Moldva felső szakasz jellegű. Braník és Hlubočepy városrészek között azonban szétterül, meglassúdik, és elkezdi lerakni hordalékát, amiből szigetek alakultak ki. A kapu fölött emelkedő, 263 m magas, meredek mészkősziklás domb a (Prágai letörésnek is nevezett) Braníki szikla (Branické skály). Sablon:sablon:hely – hibaüzenet. Egy kötelező paraméter hiányzik. Bővebb tájékoztatás a sablon leírásában található.
Megjegyzés: Minden sablonnál gondolni kell arra, hogy a „paraméternév=paraméterérték” forma kötelező, ha egy paraméterértékben egyenlőségjel van (mint az az url-ekben gyakori). A névtelen paramétereknél a paraméter sorszáma szolgál paraméternév gyanánt. Ha ilyenkor nem adjuk meg a paraméter sorszámát, akkor az olyan, mintha a paraméter teljesen hiányozna.
 Tetején a két méter magas kilátóteraszt David Vávra színész–építész építtette. A domblábánál épült 1914–1938 között a Dobeška villanegyed; itt áll Antonín Dvořák egykori villája is.
A Braníki út mentén fürdőhelyek (plovárnák) követik egymást a Moldvában. Sablon:sablon:hely – hibaüzenet. Egy kötelező paraméter hiányzik. Bővebb tájékoztatás a sablon leírásában található.
Megjegyzés: Minden sablonnál gondolni kell arra, hogy a „paraméternév=paraméterérték” forma kötelező, ha egy paraméterértékben egyenlőségjel van (mint az az url-ekben gyakori). A névtelen paramétereknél a paraméter sorszáma szolgál paraméternév gyanánt. Ha ilyenkor nem adjuk meg a paraméter sorszámát, akkor az olyan, mintha a paraméter teljesen hiányozna.
 Ezek egyike nudista (naturista) strand.

## Oktatás, kultúra
Praga caput regni (Prága az ország feje) – tartja a hagyományos szólásmondás, de nemcsak az ország, de hagyományosan Európa egyik fontos kulturális központja is. Több száz színházában, galériájában, kiállítótermében rendszeresek a bemutatók, kiállítások, és a város utcai kulturális élete is kiemelkedő: pantomimművészek, utcai színházak szórakoztatják az érdeklődőket.
A rendezvények közül kiemelkedő szerepet játszik a Prágai Nemzetközi Tavaszi Fesztivál, valamint az őszi dzsesszfesztivál.

### Felsőoktatási intézmények
A városban nyolc egyetem, illetve főiskola működik, köztük a leghíresebb Kelet-Közép-Európa legrégibb egyeteme.
- Károly Egyetem (UK), 1348-ban alapítva
- Cseh Műszaki Egyetem (ČVUT), 1707-ben alapítva
- Szépművészeti Akadémia (AVU), 1800-ban alapítva
- Művészeti, Építészeti és Design Akadémia (VŠUP), 1885-ben alapítva
- Kémiai Technológia Intézet (VŠCHT), 1920-ban alapítva
- Előadóművészeti Akadémia (AMU), 1945-ben alapítva
- Cseh Mezőgazdasági Egyetem (ČZU), 1952-ben alapítva
- Közgazdasági Egyetem (VŠE), 1953-ban alapítva

## Nemzetközi események
A 21. század legfontosabb eseményei:
- 2000: a Nemzetközi Valutaalap és a Világbank csúcstalálkozója
- 2002: NATO Csúcstalálkozó
- 2004: Nemzetközi Olimpiai Bizottság ülése
- 2006: Nemzetközi Csillagászati Unió gyűlése

## Sportélete
Prága számos sporteseménynek, nemzeti stadionnak és csapatnak ad otthont.
- Prágai Nemzetközi Marathon Archiválva 2006. július 18-i dátummal a Wayback Machine-ben
- Sparta Prága → labdarúgócsapat
- Slavia Prága → labdarúgócsapat
- Bohemians Praha 1905 – labdarúgócsapat
- Dukla Praha – labdarúgócsapat
- Viktoria Žižkov – labdarúgócsapat
- Sazka Arena → 2004-es Férfi Jégkorong-világbajnokság; kosárlabda Euroliga négyes döntő 2006-ban
- Strahov Stadion – a világ legnagyobb stadionja közel 250 000 férőhellyel
- O2 Aréna, Európa második legnagyobb jégkorong-csarnoka
- Mystic SK8 Cup – Gördeszka-világkupa
- Prága Open teniszverseny;
- Czech Open Floorball Kupa (A sportág legnagyobb nemzetközi klubszintű tornája)

## A prágai sör
Prágát gyakran és méltán nevezik „a sör fővárosának” – miközben a „a cseh sör fővárosa” Plzeň. A prágai sörfőzésről az első feljegyzések a 12. század elejéről maradtak femm. Miután a sörfőzés (valószínűleg a 13. század elején) királyi monopólium lett, a főváros az elsők között kapott erre feljogosító királyi adománylevelet.
A sörfőzést a prágai ipariskolában 1818-ban kezdték önálló szakmaként tanítani. A századfordulón az országban mintegy 700 kisebb nagyobb sörfőzde működött – ebből Prágában kb. 40. Közülük a legtöbb a Sugárúton (Dlouha Třída) Poříčí úton (Poříčí ma már Prága része), a Vencel téren (akkori neve Koňský trh volt) és a Marhavásártérem (Dobytčí trh) állt. Néhol két-három főzde (sörgyár) is épült egymás mellé, illetve egymással szemben. Híresen jó söröket főztek a különfále szerzetesrendek. Különösen nevezetes volt:
- a Szent Tamás-templom szerzeteseinek fekete söre,
- az Ů Křížovniků és
- a Strachovi Sörfőzde (Strahovský Pivovar).

A világháború, majd az azt követő erőltetett iparosítás eredményeként a városban csak négy sörgyár maradt:
- a Staropramen Sörgyár Smíchovban – fő terméke a névadó Staropramen,
- a braníki,
- a holešovicei és
- az U Fleků Sörgyár és söröző.

Ezek közül az ezredfordulóra bezárt a holešovicei gyár, viszont nyílt három kisebb főzde-söröző:
- az újvárosi (Novoméstecky Pivovar),
- a Dóm Söröző (Pivovarský Dům) és
- a strahovi (kolostori, újranyitott).[104]

### Sörözők, kocsmák
Prága egyik jellegzetessége a söröző (pivnice). A cseh polgárok mindennapi életének része a munka utáni sörözés – vagy csak „sörivás” – úgy mondják ugyanis, hogy a sörözés az ötödik korsóval kezdődik; ami addig van, az csupán sörivás. A felkapottabb sörözőkben éppúgy érdemes asztalt foglalni, mint nálunk egy jobb étteremben. Szintén kicsit meglepő, de nagyon kedves kulturális eleme a prágai sörözőknek a söralátéttel (sörkeksszel) rendelés: ha a középen elhelyezett alátétek közül magunk elé húzunk egyet, az azt jelenti, kérünk egy korsó sört. Ha a korsónk kiürül, és az alátétet nem tesszük az üres korsó szájára, a pincér automatikusan hozza a következő kört, és fogyasztást pedig az asztalunkon elhelyezett papírcetlin jelzi, a korsókat egy-egy rovátkával jelölve. Sajnos, ez a kedves szokás visszaszorulóban van, mivel a szokást nem ismerő külföldiek körében sok félreértésre adott alkalmat.
Néhány ismertebb prágai söröző:
- U Fleků[106]
- U Zlatého Tygra (Az Aranytigrishez)[107]
- Hostinec U Rotundi
- U Kalicha (A Kehely, a Svejkből)[108]
- U Medvidků (A Medvebocsokhoz)[109]
- U Pinkasů (Pinkász sörözője)[110]
- U Černého vola (A Fekete Ökörhöz)
- U Tomasu (Szent Tamás söröző)

## Híres prágaiak

### Prágában születtek
- Jan Neruda (1834–1891) költő, író
- Leopold Karpeles (1838–1909) zászlótartó őrmester az amerikai polgárháborúban, 1870-ben a Medal of Honor kitüntetettje
- Bertha von Suttner (1843–1914) radikális pacifista író, Nobel-békedíjas
- Josef Václav Myslbek (1848–1922) szobrász
- Karl Kautsky (1854–1938) filozófus, a szociáldemokrácia egyik elméleti megalapozója
- Rainer Maria Rilke (1875–1926) költő
- Emmy Destinn (1878–1930) operaénekes
- Jaroslav Hašek (1883–1923) író, humorista,
- Franz Kafka (1883–1924) író, háza a Josefovban áll, de lakott az Arany Utcácska 22-es számú kis épületében is
- Egon Erwin Kisch (1885–1948) író, újságíró, a „száguldó riporter”
- Franz Werfel (1890–1945) író
- Jaroslav Seifert (1901–1986) költő, irodalmi Nobel-díjas
- Saul Friedländer (1932) izraeli író, történész
- Jan Saudek (1935) fotóművész
- Václav Havel (1936–2011) író, a Cseh Köztársaság volt elnöke
- Madeleine Albright (1937) Prágában született amerikai politikus
- Jiří Menzel (1938) filmrendező
- Věra Čáslavská (1942–2016) hétszeres olimpiai bajnok tornász
- Hana Mandlíková (1962) teniszező
- Demcsák Zsuzsa (1978) magyar műsorvezető
- Tomáš Rosický (1980) futballista
- Jana Knedlíková (1989) kézilabdázó

### Prágában éltek
- IV. Károly (1316–1378) német-római császár, cseh király, a város az ő uralkodása alatt került Európa vezető városai közé, nevéhez köthető a prágai egyetem megalapítása, valamint a Károly híd építése is
- Peter Parler építész, szobrász és fiai, a Parler építészcsalád jellemzően Csehországban alkotó tagjai,
- Jan Hus (1369–1415) vallásreformer,
- Jan Žižka (1370 körül – 1424) huszita vezető, tábornok, Prága védője
- Judah Löw ben Bezalel (1525–1609) filozófus, a prágai zsidók szellemi vezetője
- Tycho Brahe (1546–1601) csillagász
- II. Rudolf (1552–1612) német-római császár, Prágát a Habsburg Birodalom fővárosává tette
- Johannes Kepler (1571–1630) csillagász, Brahéval közösen dolgozott
- Wolfgang Amadeus Mozart (1756–1791) zeneszerző, operái egy részét Prágában írta
- Bedřich Smetana (1824–1884) zeneszerző, legismertebb darabja a Moldváról, Prága folyójáról szól. A vyšehradi nemzeti temetőben nyugszik
- Leoš Janáček (1824–1928) Prágában tanult zeneszerző
- Antonín Dvořák (1841–1904) zeneszerző, múzeuma van a városban, a vyšehradi nemzeti temetőben nyugszik
- František Křižík (1847–1941) villamosmérnök
- Tomáš Garrigue Masaryk (1850–1937) filozófus, politikus, a cseh függetlenedés élharcosa
- Alfons Mucha (1860–1939) festő, képzőművész, a vyšehradi nemzeti temetőben nyugszik
- Jože Plečnik (1872–1957) szlovén építész
- Albert Einstein (1879–1955) fizikus, a német műegyetemen tanított 1911–1912 között
- Karel Čapek (1890–1938) író, a vyšehradi nemzeti temetőben nyugszik
- Jan Patočka (1907–1977) filozófus
- Bohumil Hrabal (1914–1997) író
- Emil Zátopek (1922–2000) atléta
- Milan Kundera (1929) Prágában tanult író
- Miloš Forman (1932–2018) Oscar-díjas filmrendező, színész, forgatókönyvíró
- Martina Navratilova (1956) teniszező
- Pavel Nedvěd (1972) labdarúgó
- Věra Chytilová (1929–2014) filmrendező

### Magyar nyelvű lapok
- Látnivalók Prágában
- Prága látnivalóiról
- Prágai látnivalók
- Érdekességek Prágáról
- Prága.lap.hu
- prágai éttermek
- Rózsa Ferkó Károly prágai rajzai Archiválva 2006. február 22-i dátummal a Wayback Machine-ben
- Csehország – Prága – Várak
- Prága – fényképgaléria
- Blog Prágáról
- Idegenforgalmi információk Prágáról Archiválva 2010. december 30-i dátummal a Wayback Machine-ben
- Prága blog
- Csehország: Prága
- A Cseh Köztársaság hivatalos idegenforgalmi bemutatója: Prága
- Prágai szállás.lap.hu – linkgyűjtemény
- Prága látnivalók

### Idegen nyelvű lapok
- Prága város honlapja
- Prágai nagykövetségek listája
- Fényképek
- Hivatalos weboldal
- Nemzeti Színház
- Állami Opera
- Hírportál angolul Archiválva 2008. október 24-i dátummal a Wayback Machine-ben
- Időjárás-jelentés
- Friss időjárási paraméterek

| Előző: Weimar | Európa kulturális fővárosa 2000 Reykjavík, Bergen, Helsinki, Brüsszel, Krakkó, Santiago de Compostela, Avignon és Bologna mellett | Következő: Rotterdam, Porto |